# Szerb nyelv

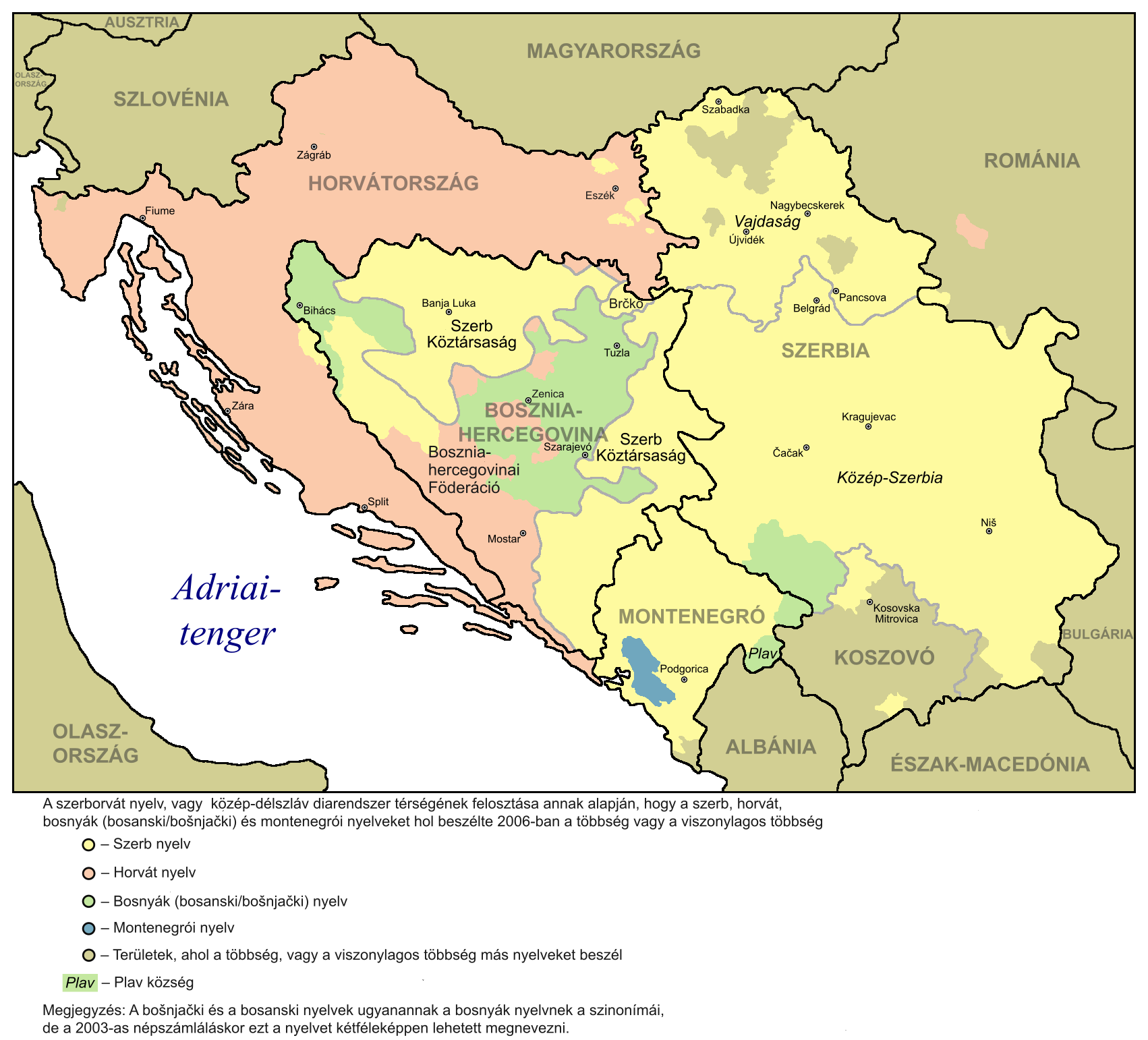
A szerb nyelv (sárgával jelölve) elterjedése az egykori Jugoszlávia területén

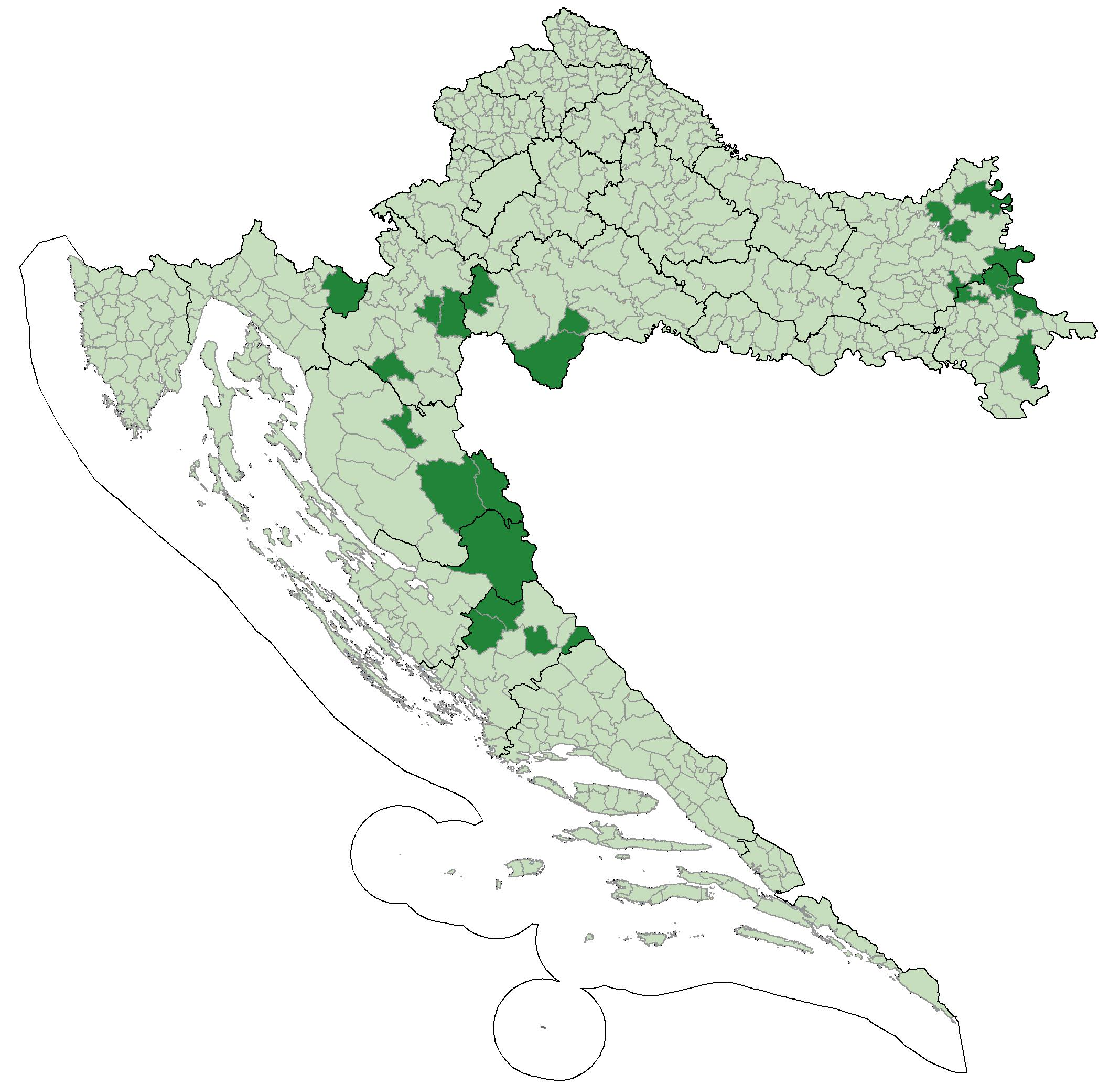
Horvátországi területek (sötétzölddel jelölve), ahol a szerb elismert kisebbségi nyelv

A szerb nyelv (szerbül cirill ábécével српски jeзик, latin ábécével srpski jezik) az indoeurópai nyelvcsalád szláv ágának délszláv nyelvcsoportjához tartozik, annak is a nyugati alcsoportjához. A szociolingvisztika szempontjából egyrészt a hagyományosan szerbhorvát nyelvnek nevezett, a szerbek, a horvátok, a bosnyákok és a montenegróiak közös abstandnyelvének egyik változata, másrészt különálló, saját sztenderddel rendelkező ausbaunyelv. A szerb hivatalos nyelv Szerbiában, Koszovóban, Montenegróban és Bosznia-Hercegovinában. Szerb nemzeti kisebbségek beszélik Montenegróban, Horvátországban, Szlovéniában, Észak-Macedóniában, Romániában és Magyarországon. Nagyszámú szerb ajkú kivándorolt él Nyugat-Európában, Észak-Amerikában és Ausztráliában is.

## A beszélők területi eloszlása és a nyelv státusza
A szerb nyelvet beszélők számát 8-9 millióra becsülik. Az alábbi adatok csak akkor tükrözik a szerb nyelv beszélőinek számát, ha ez külön meg van említve, ugyanis a legtöbb statisztika a szerb nemzetiségűekre vagy a Szerbiából származó személyekre vonatkozik. Ezek közül nem tudni, hányan beszélnek szerbül, és azt sem, hogy mennyi közöttük a nem szerbül beszélők száma. Azt sem tudni, a Szerbián kívül tartózkodók közül, mennyi az ott véglegesen letelepedettek, és mennyi az ideiglenesen tartózkodók száma. A szerb népesség eloszlása a világban a következő:
| Ország                    | Személyek száma | Személyek státusza                                                    | Év   |
| ------------------------- | --------------- | --------------------------------------------------------------------- | ---- |
| Szerbia                   | 6 330 919       | szerb anyanyelvűek                                                    | 2011 |
| Bosznia-Hercegovina       | 1 193 722       | szerb anyanyelvűek                                                    | 2013 |
| Montenegró                | 265 895         | szerb anyanyelvűek                                                    | 2011 |
| Horvátország              | 186 633         | szerb nemzetiségűek                                                   | 2011 |
| Horvátország              | 52 879          | szerb anyanyelvűek                                                    | 2011 |
| Németország               | 155 306         | az Idegenek Központi Regiszterében nyilvántartott szerb állampolgárok | 2011 |
| Ausztria                  | 139 359         | Szerbiában születettek                                                | 2017 |
| Amerikai Egyesült Államok | 70 260          | otthon szerbül beszélők                                               | 2013 |
| Kanada                    | 56 420          | szerb anyanyelvűek                                                    | 2011 |
| Kanada                    | 10 155          | szerbhorvát anyanyelvűek                                              | 2011 |
| Ausztrália                | 55 116          | otthon szerbül beszélők                                               | 2011 |
| Olaszország               | 42 264          | szerb állampolgárok                                                   | 2016 |
| Szlovénia                 | 38 964          | szerb nemzetiségűek                                                   | 2002 |
| Észak-Macedónia           | 35 939          | szerb nemzetiségűek                                                   | 2002 |
| Románia                   | 16 085          | szerb anyanyelvűek                                                    | 2011 |
| Magyarország              | 5713            | családi, baráti közösségben szerbül beszélők                          | 2011 |
| Szlovákia                 | 698             | szerb nemzetiségűek                                                   | 2011 |

A szerb nyelv hivatalos Szerbiában, Koszovóban, Bosznia-Hercegovinában és Montenegróban. Továbbá elismert kisebbségi nyelv, azaz hivatalosan használható országtól függő keretek között Horvátországban, Észak-Macedóniában, Romániában, Magyarországon, Szlovákiában és a Cseh Köztársaságban.

## Nyelvjárások
A hagyományosan szerbhorvátnak nevezett, az élettelen dologra vonatkozó kérdő névmás alany- és tárgyesete (’mi?’ ’mit?’) alapján megállapított három nyelvjárása közül, egy vonatkozik a szerb nyelvre is, a štokavski. Szerbül a kérdő névmás šta, a što pedig ennek vonatkozó névmásként használt változata. Ezt a nyelvjárást beszélik csaknem egész Szerbiában, és rajta alapszik a szerb nyelv sztenderdje.
Egyesek az ún. „torlak” (torlački) nyelvjárást is szerbnek tekintik. Ezt Délkelet-Szerbiában (Niš és Vranje környékén), Koszovó és Észak-Macedónia egyes részein, továbbá Északnyugat-Bulgáriában beszélik. A nyelvjárás jellemzője a nyelvtani esetek teljes hiánya (a bolgár és a macedón nyelvhez hasonlóan). E nyelvjárás sajátosságait nem veszi figyelembe a sztenderd.
A štokavski nyelvjárás egyik további felosztása az ószláv eredetű jat (ѣ) (fonetikai jele ĕ) továbbfejlődésén alapszik, három nyelvjárás-csoportra:
- A legelterjedtebb az ekavski. Ebben a jat e lett, például a čovek ’ember’ és a reka ’folyó’ szavakban. Ezek közép-, kelet- és dél-Szerbiában honosak.
- Az (i)jekavski kiejtés Užice (wd) környékére, a Szandzsákra, valamint a Bácska keskeny nyugati és északnyugati sávjára jellemző, valamint a bosznia-hercegovinai és a montenegrói szerbekre is. Ebben a területi változatban a jat egyes szavakban je-be ment át (čovjek), másokban ije-be (rijeka).
- Az ikavski nyelvjárás-csoport, melyben a jat-ból i lett (čovik, rika), horvátországi hasonló kiejtésű nyelvterületekkel határos néhány kis szerb területre korlátozódik.

A torlak változatot is figyelembe veszi a szerb nyelv öt nyelvjárás-csoportra való felosztása: vajdasági-šumadijai, kelet-hercegovinai, zeta-lovćeni , kosovo-resavai  és prizreni-timoki. Ez utóbbi egyezik meg a torlakkal.
A sztenderd elfogadja az ekavski és az (i)jekavski kiejtést, valamint ezek átírását, de a média nagy többségében az ekavski változat használatos.

## Külső nyelvtörténet

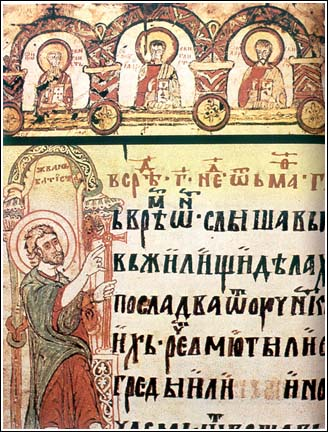
Miroslav-evangélium (12. század)

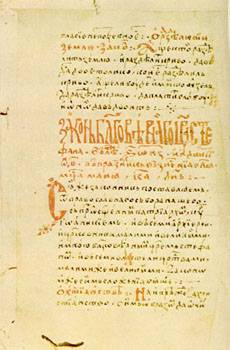
A Dusán-törvénykönyv

A szerb nyelv története szorosan kötődik a szerb irodalom kezdeteihez és fejlődéséhez.
Az első szerb nyelvűnek tekinthető dokumentumokat a cirill ábécével írták, és a 11–12. századra datálják. Közülük a legjelentősebb Miroslavljevo jevanđelje (Miroslav-evangélium) Ekkortól két egyidejű folyamat indul el: egyrészt a beszélt nyelv a maga természetes módján fejlődik és nyelvjárások alakulnak ki, másrészt az írástudók a nyelv sztenderdizálására törekednek. Tulajdonképpen a szerb irodalmi nyelv több sztenderdizáláson ment keresztül a történelem során.

### Az első sztenderdizálások
Az első sztenderdizálás a 13. század elején, az első szerb király, Nemanjics István uralma alatt valósul meg. Ezt a király testvére, Rastko Nemanjić (ismertebb nevén Szent Száva), a független szerb ortodox egyház megalapítója végzi el, 1220 körül. Ekkor a szerb nyelv írása megváltozik, eltávolodik az addig használt óegyházi szláv nyelvétől, ezáltal jobban megfelel a közben végbement fonetikai változásoknak. Az így keletkezett nyelvváltozatot szerb-szláv nyelvnek nevezik, írását pedig raškai írásnak. Nyelvi szempontból Szent Száva legjellegzetesebb műve a Karejski tipik (Kariészi tipikon) ). Ugyanezen a nyelven íródik a 14. század első felében keletkezett Dušanov zakonik (Dusán Törvénykönyve)  (1349–1354).
A következő nyelvi reform már a Török Birodalomnak való behódolás után, Stefan Lazarević 1393 és 1427 közötti uralkodása alatt megy végbe, 1400 körül. Ezt egy bolgár írástudó, Filozófus Konsztantin vezette iskolában hajtják végre, a Manasija  kolostorban, amely a Resava  folyó partján fekszik. A resavai iskola reformja archaizáló és a görög nyelv hatása érződik rajta. Tulajdonképpen az akkori bolgár normához közelíti a szerb normát. Ebben a nyelvváltozatban jelenik meg, például, Stefan Lazarević Slovo Ljubve (A szeretet szava) (1409) című írása és Filozófus Konsztantin Žitija despota Stefana Lazarevića (Stefan Lazarević despota élete).
A 16. és a 18. század között a szerb írásbeliség csaknem elhal. A középkori szerb kultúra egyetlen jelentős maradéka a dél-bácskai Beočin kolostorában él tovább. Ide a nyugat-szerbiai Rača kolostorból, a török hódítás elől idemenekült szerzetesek hozzák, akik kéziratok másolásával foglalkoznak. A račaiak legfontosabb képviselője Gavrilo Stefanović Venclović  (1680–1749), akit különös kétnyelvűség jellemez: a szent könyveket a resavai iskola normái szerint írja, de prédikációit a nép nyelvén.
1680 és 1690 között nagyszámú szerb népesség menekül el a török uralom alatt sínylődő Szerbiából a Habsburg Birodalom területére, főleg a mai Vajdaságba és a Bánságba, III. Arsenije Čarnojević (mai szerb nyelven Crnojević) pátriárka vezetése alatt. Az osztrákok megpróbálják a katolikus hitre téríteni a szerbeket, és ugyanakkor egy egységes délszláv nyelvet rájuk kényszeríteni, a Dalmáciában, Boszniában és Szlavóniában virágzó horvát nyelv alapján. Megpróbálják a szerbek iskoláiban használt cirill írást is helyettesíteni a latinnal. Ezt a kísérletet a szerbek vallási és nemzeti létük elleni támadásként értelmezik, és a szerb klérus segítséget kér I. Péter orosz cártól, aki könyveket és tanítókat küld. Abban a tévhitben, hogy az óegyházi szláv nyelv orosz változata régebbi ugyanazon nyelv szerb változatánál, a papság az előbbit veszi át. Ez a nyelvváltozat a szerb ortodox egyház liturgikus nyelve. Az egyházi nyelv hatására az ekkori világi irodalmi nyelv a vajdasági nyelvjárások, az oroszos óegyházi szláv nyelv és az orosz világi irodalmi nyelv elemeinek keveréke.

### Vuk Karadžić reformja
A 19. század első felében korabeli élenjáró bölcsészek, mint a Grimm fivérek, és az osztrák hatalom segítségével, amelyet Jernej Kopitar szlovén nyelvész képvisel, Vuk Stefanović Karadžić alapvetően megreformálja a szerb nyelv normáját. Az 1818-ban először kiadott, de csak 1852-ben széles körben elterjedt Srpski rječnik (Szerb szótár) című munkájával, az 1847-ben megjelent Újszövetség-fordításával és más munkákkal megalapozza a 21. században is érvényes szerb sztenderd nyelvváltozatot. Ennek alapja Karadžić nyelvjárása, a Délnyugat-Szerbiában is beszélt kelet-hercegovinai nyelvjárás, amely štokavski, ijekavski kiejtéssel.
Az akkori nyugat-európai romantika hatására, az irodalmi nyelv modelljeként Karadžić a népköltészetet ajánlja, és elveti az addigi oroszos normát, amely nem felel meg a szerb nyelv fonetikai és nyelvtani szerkezetének. Ugyanakkor a lehető legjobban leegyszerűsíti a helyesírást, a fonéma-graféma megfelelés elve alapján.
Horvát irodalmi művek is befolyásolják Karadžić reformját. Egyébként tevékenysége nagyjából egybeesik a horvát nyelv sztenderdizálásával, amelyet ugyancsak az ijekavski štokavski nyelvjárásra alapoznak. Sőt, közvetlen egyeztetések is történnek a két nyelvi norma kidolgozói között, például az úgynevezett „Bécsi megegyezés”-ben, amelyet hét horvát és szerb értelmiségi (köztük Vuk Karadžić is) ír alá 1850-ben, Franc Miklošič szlovén nyelvész kezdeményezésére.
Később a vajdasági és a szerbiai polgárság ekavski kiejtése is meghonosul a sztenderdben, sőt túlnyomó lesz, de nem iktatja ki az ijekavski kiejtést. A Karadžić-féle sztenderdet 1868-ban hivatalosan is bevezetik Szerbiában.

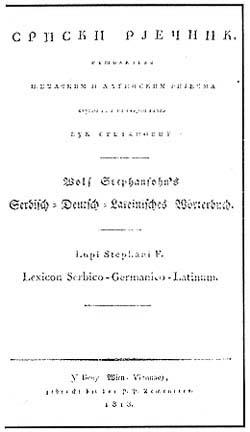
Vuk Karadžić. Szerb szótár. 1818

### A sztenderdizálástól a 21. századig
A 19. század közepétől kezdve a nyelvészet és a politika tere egybefonódik. Időszakról időszakra a szerb és a horvát nyelv közötti viszony a kettő egysége és különálló jellege között ingadozik, a beszélőik által átélt történelmi eseményektől függően.
Már a sztenderdizálás időszakában a szerbek is egyre inkább használják a latin írás horvát változatát. Đuro Daničić ettől valamivel eltérő latin ábécével kezdi szerkeszteni a csak az 1970-es években befejezett Jugoszláv tudományos és művészeti akadémia szótárát.
A szerb és a horvát nyelv közötti közeledés folytatódik az első világháború után, ezúttal a Szerb-Horvát-Szlovén Királyság keretén belül, amelyből később Jugoszlávia lesz. Ez az állam a háborúban győztes Szerbia égisze alatt keletkezett, és a belgrádi hatóságok megpróbálják uralkodóvá tenni a szerbhorvát nyelv eszméjét.
A háború utáni kommunista Jugoszláviában, a horvát és a szerb nyelv egymáshoz közelítése a párt- és állampolitika részévé válik, mint ahogy az 1954-ben elfogadott „Újvidéki megegyezés”-ből is kitűnik. Ezt 25 nyelvész és író írja alá, 18 szerb és hét horvát. Abban egyeznek meg, hogy a szerbek, horvátok, montenegróiak és bosnyákok közös nyelve a szerbhorvát, amit horvátszerbnek is lehet nevezni, és amelynek két irodalmi változata van, a szerb és a horvát. Ugyanakkor elhatározzák egy közös szótár kiadását is.
Ebben az időszakban a szerb nyelv részben eltávolodik Karadžić ma már falusiasnak ható nyelvezetétől. Az urbanizáció velejárójaként elterjed egy ún. „belgrádi stílus”.
Jugoszlávia szétesése után a szerb és a horvát nyelv újra eltávolodnak egymástól. A szerbben ez úgy nyilvánul meg, hogy az irodalmi nyelvbe visszakerülnek az egyházi nyelvezet egyes elemei. Ami az írást illeti, jelenleg a cirill ábécét kötelező használni a hivatalos dokumentumokban, de nem hivatalosakban a cirill és a latin írást egyaránt használják.
1997-ben megalakult A szerb nyelv sztenderdizálásának a tanácsa, amely a szerbhorvát sztenderd helyettesítésén dolgozik anélkül, hogy nyelvtisztítást gyakorolna a horvát szavakkal szemben, melyeket jövevényszavaknak tekint. Ugyanakkor támogatja a cirill ábécé használatát, melyet a latin ábécéé veszélyeztet, és szorgalmazza a növekvő számú anglicizmusok helyettesítését szerb szavakkal.

## Hangtan
Ez a szakasz röviden foglalja össze a szerb nyelv fonológiai, fonetikai és prozódiai vonásait.

### Magánhangzók
A szerb nyelv öt magánhangzó fonémával rendelkezik:
|                   |                 |                      |                   |                       |                 |
| Nyíltság          | Elöl képzettség | Elöl képzettség      | Elöl képzettség   | Elöl képzettség       | Elöl képzettség |
| Nyíltság          | Elöl képzettek  | Félig elöl képzettek | Középen képzettek | Félig hátul képzettek | Hátul képzettek |
| Zártak            | \| i u e o a \| | \| i u e o a \|      | \| i u e o a \|   | \| i u e o a \|       | \| i u e o a \| |
| Zárthoz közeliek  | \| i u e o a \| | \| i u e o a \|      | \| i u e o a \|   | \| i u e o a \|       | \| i u e o a \| |
| Félig zártak      | \| i u e o a \| | \| i u e o a \|      | \| i u e o a \|   | \| i u e o a \|       | \| i u e o a \| |
| Közepesek         | \| i u e o a \| | \| i u e o a \|      | \| i u e o a \|   | \| i u e o a \|       | \| i u e o a \| |
| Félig nyíltak     | \| i u e o a \| | \| i u e o a \|      | \| i u e o a \|   | \| i u e o a \|       | \| i u e o a \| |
| Nyílthoz közeliek | \| i u e o a \| | \| i u e o a \|      | \| i u e o a \|   | \| i u e o a \|       | \| i u e o a \| |
| Nyíltak           | \| i u e o a \| | \| i u e o a \|      | \| i u e o a \|   | \| i u e o a \|       | \| i u e o a \| |
| i u e o a         |                 |                      |                   |                       |                 |

### Mássalhangzók
A szerb fonémák között 25 mássalhangzó van:
|                       | Bilabiális hang | Labio-dentális hang | Alveoláris hang | Posztalveoláris hang | Alveolo-palatális hang | Palatális hang | Veláris hang |
| --------------------- | --------------- | ------------------- | --------------- | -------------------- | ---------------------- | -------------- | ------------ |
| Okkluzíva             | p b             |                     | t d             |                      |                        |                | k ɡ          |
| Affrikáta             |                 |                     | t͡s              | t͡ʃ d͡ʒ                | t͡ɕ d͡ʑ                  |                |              |
| Frikatíva             |                 | f                   | s z             | ʃ ʒ                  |                        |                | x            |
| Approximáns           |                 | ʋ                   |                 |                      |                        | j              |              |
| Tremuláns             |                 |                     | r               |                      |                        |                |              |
| Laterális approximáns |                 |                     | l               |                      |                        | ʎ              |              |
| Nazális               | m               |                     | n               |                      |                        | ɲ              |              |

Megjegyzések:
1. A magyar nyelvtől eltérően, az r szótagalkotó is lehet, két mássalhangzó között vagy szó elején, mássalhangzó előtt. Ilyenkor kiejtése erősebben pergetett magyar [r]: prst ’ujj’, rvanje ’birkózás’. Ugyanígy nyilvánul meg az r a francia nyelvből átvett mássalhangzó + re csoportra végződő szavakban is, pl. žanr ’nem, zsáner’, masakr ’tömeggyilkosság’.
2. Az /n/ palatális vagy veláris hang előtt [ŋ]-ként realizálódik: Anka, tango.

### Kiejtés és írás
| Cirill írás | Cirill betű neve | Latin átírás | Magyar átírás | Fonetikai átírás | Kiejtés, megközelítően mint                     |
| ----------- | ---------------- | ------------ | ------------- | ---------------- | ----------------------------------------------- |
| A, a        | a                | A, a         | á             | [a]              | röviden ejtett ’á’; áru                         |
| Б, б        | бе               | B, b         | b             | [b]              | bor                                             |
| В, в        | ве               | V, v         | v             | [ʋ]              | vár                                             |
| Г, г        | ге               | G, g         | g             | [g]              | gáz                                             |
| Д, д        | де               | D, d         | d             | [d]              | dóm                                             |
| Ђ, ђ        | ђе               | Đ, đ         | gy            | [d͡ʑ]             | dzs és gy között                                |
| E, e        | e                | E, e         | e             | [e]              | rövid zárt e, mint egyes magyar nyelvjárásokban |
| Ж, ж        | же               | Ž, ž         | zs            | [ʒ]              | zsivaj                                          |
| З, з        | зе               | Z, z         | z             | [z]              | zaj                                             |
| И, и        | и                | I, i         | i             | [i]              | ing                                             |
| J, j        | је               | J, j         | j             | [j]              | jel                                             |
| К, к        | ка               | K, k         | k             | [k]              | kör                                             |
| Л, л        | ле               | L, l         | l             | [l]              | liba                                            |
| Љ, љ        | ље               | Lj, lj       | j, ly         | [ʎ]              | lágy l                                          |
| М, м        | ме               | M, m         | m             | [m]              | mák                                             |
| Н, н        | не               | N, n         | n             | [n]              | nő                                              |
| Њ, њ        | ње               | Nj, nj       | ny            | [ɲ]              | nyer                                            |
| O, o        | o                | O, o         | o             | [o]              | ország                                          |
| П, п        | пе               | P, p         | p             | [p]              | piros                                           |
| Р, p        | ре               | R, r         | r             | [r]              | rózsa                                           |
| C, c        | се               | S, s         | sz            | [s]              | szék                                            |
| T, т        | те               | T, t         | t             | [t]              | talp                                            |
| Ћ, ћ        | ће               | Ć, ć         | ty            | [t͡ɕ]             | cs és ty között                                 |
| У, y        | у                | U, u         | u             | [u]              | ugrik                                           |
| Ф, ф        | фе               | F, f         | f             | [f]              | föld                                            |
| X, x        | ха               | H, h         | h             | [x]              | technika                                        |
| Ц, ц        | це               | C, c         | c             | [t͡s]             | cég                                             |
| Ч, ч        | че               | Č, č         | cs            | [t͡ʃ]             | csap                                            |
| Џ, џ        | џе               | Dž, dž       | dzs           | [d͡ʒ]             | menedzser                                       |
| Ш, ш        | ша               | Š, š         | s             | [ʃ]              | sajt                                            |

Megjegyzések:
1. A v betű nem az /f/ zöngés párját írja át, hanem a labio-dentális approximáns /ʋ/-t, amely semleges a zöngésség szempontjából. Nem vált [f]-re zöngétlen mássalhangzó előtt (példa: ovca [oʋt͡sa] ’juh’), és előtte lehet úgy zöngétlen, mint zöngés mássalhangzó: tvoje ’tiéd’ (semlegesnem), dvoje ’ketten’.
2. A szerb nyelvet hagyományosan az úgy átalakított ciril ábécével írják, hogy mindegyik beszédhangnak csak egy betű feleljen meg. Ezt az ábécét használják az összes hivatalos dokumentumban Szerbiában és a bosznia-hercegovinai Szerb Köztársaságban. A diakritikus jelekkel is ellátott latin ábécében két írásjelet is használnak némely beszédhang átírására. Ez az abécé túlnyomó a nem hivatalos szövegekben, és használata egyre inkább terjed.[35] Például az országos terjesztésű napilapok többsége ezt használja, és csak kettő a ciril ábécét.[41]
3. A szerb helyesírás a fonéma-graféma megfelelés elvén alapszik, más szóval fonemikus, ami odáig megy, hogy az idegen személyneveket is úgy írják, ahogy szerbül ejtik, beleértve amikor a latin ábécét használják. Például Shakespeare nevét Шекспир-nek vagy Šekspir-nek írják.[41] Vannak azonban eltérések is a fonematikus elv alkalmazásától (lásd a következő szakaszt).

### Hangváltozások

#### Mássalhangzó-hasonulás
Ha egy toldalék szóhoz való hozzátevésekor vagy összetett szó keletkezésekor egy zöngés és egy zöngétlen mássalhangzó találkozik, az első a másodikhoz hasonul. Ilyképpen:
| a zöngés  | b, | g, | d, | đ, | z, | ž, | dž | magánhangzókból    |  |
| zöngétlen | p, | k, | t, | ć, | s, | š, | č  | lesz, és fordítva. |  |

Példák:
- zöngés → zöngétlen: a rob ’rab’ főnévből, a -stvo képzővel a ropstvo ’rabság’ főnév keletkezik;
- zöngétlen → zöngés: s Bogom ’Istennel’ → zbogom ’Isten veled/magával/önnel’.

Olyan hasonulás is előfordul, amely a képzés helyének a változásában áll. Például s š-re vált ć, dž, č, đ, lj és nj előtt: paziti ’figyel → pažljiv ’figyelmes’, nositi ’visel’ → nošnja ’viselet’. Egy másik mássalhangzó, az n, m-re vált b előtt: stan ’lakás’ (a helyiség) → stambeni ’lakásügyi’.
A fonematikus elv alapján a mássalhangzó-hasonulásokat a szerb írás általában visszaadja, de vannak kivételek. Például nem tükrözi szó végén (Šef [ˈʃeːv] bi voleo da radimo ’A főnök azt szeretné, ha dolgoznánk’, Ostao je bez [bes] kaputa ’Kabát nélkül maradt’), a d-re végződő előképzők és az s-szel kezdődő szavak között (predsednik ['pretsednik] ’elnök’), szerb előképzővel viszonylag nem régen ellátott idegen szavakban (podtekst ['pottekst] ’alszöveg’), viszonylag nem régen átvett idegen szavakban dragstor ['drakstor] ’drogéria’.

#### Mássalhangzó kiesése
Amikor szóképzéskor, szóösszetételkor vagy ragozáskor két azonos mássalhangzó kerül egymás mellé, általában az egyik kiesik. Gyakran fordul elő, hogy az azonosság hasonulás következménye. Példák:
- előképző és szó között: bez stida ’szégyen nélkül’ → *besstidan[43] → bestidan ’szégyentelen’;
- összetett szó elemei között: : pet ’öt’ + deset ’tíz’ → *peddeset → pedeset ’ötven’;
- szó és utóképző között: Rus ’orosz’ (főnév) + -ski → *russki → ruski ’orosz’ (melléknév), vest ’hír’ + -nik → vesnik ’hírmondó’;
- rag hozzáadásakor: otac ’apa’ + -a → *otca → oca ’az apa (vmije/vkije)’ (birtokos eset).

Van írásban nem tükrözött mássalhangzó-kiesés is, általában viszonylag nem régen képzett szavakban:
- szerb előképzővel: preddržavni ['predrʒavni] ’államalakulás előtti’;
- idegen előképzővel: transsibirski ['transibirski] ’transzszibériai’;
- szerb utóképzővel: azbest + -ni → azbestni ['azbesni] „azbesztből való”.

#### Palatalizáció
Toldalékoláskor sokszor előfordul, hogy a toldalék előtti mássalhangzó palatalizálódik, olyan értelemben, hogy képzési helye a szájpadlás legmasabb része felé tolódik. Gyakoribb esetek:
- E előtt a k, a g és a h posztalveolárisokká válnak:[44]

- k → č – vojnik ’katona’ → vojniče! (megszólító eset)
- g → ž – drug ’társ’ → druže!
- h → š – duh ’lélek’ → duše!

- I előtt ugyanazok a mássalhangzók alveolárisok lesznek:[44]

- k → c – radnik ’munkás’ → radnici ’munkások’
- g → z – snaga ’erő’ → snazi ’az erőnek’
- h → s – siromah ’segény’ → siromasi ’szegények’

- A j előtti változást lágyításnak is nevezik. Ennek következtében:[42]

- a d és a t alveolo-palatálisokká válnak: d → đ, t → ć
- az l és az n palatálisok lesznek: l → lj, n → nj
- a z és a s posztalveolárisokba mennek át: z → ž, s → š

Néhány példa a lágyításra: tvrd ’kemény’ → tvrđi ’keményebb’, lju't ’mérges’ → ljući ’mérgesebb’, brz ’gyors’ → brži ’gyorsabb’.

#### L ~ ováltakozás
A szerb nyelv története során egyes esetekben az [l] mássalhangzó [o]-vá fejlődött, de bizonyos grammatikai alakokban ez visszavált [l]-re.
Ez történik például az -ao-ra és az -eo-ra végződő főnevekkel és melléknevekkel, valamint az -o végű igékkel (a cselekvő melléknévi igenév alakja) (pl. posao ’dolog’, veseo ’vidám’, radio ’dolgozott’). Ez az o l-re vált, amikor nincs szó végén: a posla birtokos esetű alak, a vesela és a radila nőnemű alakok.
Ez a váltakozás bizonyos szavak belsejében is előfordul, például a -lac képzővel ellátottakéban, amelyekben az l csak az alanyeset egyes szám és a birtokos eset többes szám alakban van meg, a többi esetalakban o lesz: nosilac ’viselő’, nosilaca ’a viselők (vmije/vkije)’, viszont nosioca ’a viselő (vmije/vkije)’, nosioci ’viselők’ stb.

#### A~ ∅ váltakozás
A szerb nyelvre nem jellemző szó végi mássalhangzó-csoport tagjai közé általában az a magánhangzó kerül, például a hímnemű főnevek és melléknevek alanyeset, egyes számú alakjába, amelynek nulla ragja van, és ilyen mássalhangzó-csoporttal végződne. Ilyen szó például a borac ’harcos’. Ragozásakor az a eltűnik ott, ahol a szóban forgó mássalhangzó-csoport kiejtését egy őt követő magánhangzó könnyíti meg. Ilyképpen például ennek a szónak a birtokos eset és tárgyeset egyes számú alakja borca.
Az a olyan elöljárószó és szó közé is beékelődik, amelyek együtt olyan hangtani szót alkotnának, amely nehezen kiejthető mássalhangzó-csoporttal kezdődne. Például a s ’-val/-vel’ elöljárónak sa az alakja olyan szó előtt, mint škola: sa školom ’az iskolával’.
Az a megjelenik esetalakokat megkülönböztető funkcióval is. Ez különbözteti meg a mássalhangzó-csoportra végződő tövű nőnemű főnevek alanyeset egyes számú alakját a birtokos eset többes számú alakjuktól [sestra ’nővér’ – sestara ’a nővérek (vmije/vkije)’] és az alanyeset egyes számban ilyen a-val rendelkező hímnemű főnevek birtokos eset egyes számú alakját a birtokos eset többes számú alaktól [borca ’a harcos (vmije/vkije)’ – boraca ’a harcosok (vmije/vkije)’]. Ez az a van meg az olyan hímnemű jövevényszavak birtokos eset többes számú alakjában is, amelyeknek nincs meg az alanyeset egyes számú alakjában, bár két mássalhangzóra végződnek: student ’egyetemista’ – studenta ’az egyetemista (vmije/vkije)’ – studenata ’az egyetemisták (vmije/vkije)’.

#### Szó végéhez hozzáadott magánhangzók
Egyes szavaknak két alakja van, az egyik mássalhangzóra végződik, a másikban ehhez hozzá van adva egy magánhangzó:
1. időhatározószók: kad(a) ’mikor’;
2. a nek(a) ’hogy, hadd’;
3. a melléknevek, névmások és számnevek hímnem birtokos eset egyes számú alakja: dobrog(a) ’a jó (vmije/vkije)’, mog(a) ’az én vmim/vkim’, svakog(a) ’mindegyik (vmije/vkije)’, jednog(a) ’egy / az egyik (vmije/vkije)’;
4. az előzőek hímnem részes és határozói esetű alakja:

- e az -om ragváltozathoz illesztve: dobrom(e) ’a jónak’, o dobrom(e) ’a jóról’;
- u az -em ragváltozathoz illesztve: vašem(u) ’a ti vmi/vkijének, a tiéteknek’, o vašem(u) ’a ti vmi/vkijéről, a tiétekről’.

A szó végéhez hozzáadott magánhangzó nem kötelező az 1. és a 2. esetben, de olykor kötelezővé válik a többi esetben, mégpedig a főnévként használt melléknevek és a determinánsként is használható névmások hímnem birtokos eset egyes számú alakjában: Obraćam se dobrim ljudima, a ne lošima ’A jó emberekhez szólok, nem a rosszakhoz’, U jednim slučajevima uspeva, u drugima ne ’Egyes esetekben sikerül, másokban nem’.

#### Magánhangzó-elhasonulás
A hímnemű főnevek eszközhatározói esetének egyes számban két ragváltozata van, -om és -em. Az -om változat más tővégi mássalhangzók után jelenik meg, mint c, z, č, dž, š, ž, ć, đ, nj, j és lj, például a sa čovekom ’az emberrel’ szóban. Az -em változatot szabályszerűen az említett mássalhangzók után használják (például a bičem ’ostorral’, s mišem ’az egérrel’, spanaćem ’spenóttal’, s kraljem ’a királlyal’ szavakban), de ha ilyen mássalhangzó előtt e van, általában a ragbeli e elhasonultőle, és o-ba megy át, olyan szavakban, mint mesecom ’a holddal’, s Bečom ’Béccsel’ s koledžom ’a kollégiummal’, s muzejom ’a múzeummal’.

### Hangsúly
A szerb nyelvben a hangsúly nemcsak erősségi (mint a magyarban), hanem egyben zenei is, azaz a hangsúlyozott magánhangzót a hanglejtés egy tónussal feljebb vagy lejjebb viszi a szó többi magánhangzójához képest.
A hanglejtés ereszkedő vagy emelkedő volta és a magánhangzó rövidsége vagy hosszúsága négyféleképpen társulhatnak, négyféle hangsúlyt határozva meg:
- hosszú ereszkedő: pîvo ’sör’;
- hosszú emelkedő: písati ’ír’;
- rövid ereszkedő: vȅtar ’szél’;
- rövid emelkedő: òtac ’apa’.

Szokás szerint a hangsúlyt írásban csak a nyelvészeti munkákban, a szótárakban és a nyelvtankönyvekben jelölik, valamint akkor, amikor összetéveszthetők olyan szavak, amelyeket csak a hangsúly jellege vagy helye különbözteti meg. Ilyenek például a grâd ’város’ és a grȁd ’jégeső’ szavak. A hangsúly egyazon szó grammatikai alakjait is megkülönböztetheti: ȉmena ’a név (vmije)’ vs. imèna ’nevek’ vs. iménā ’a nevek (vmije)’ (lásd még A melléknevek ragozása).
A hangsúly helyét és jellegét a következő szabályok határozzák meg:
1. Többszótagú szavakban a hangsúly akármelyik szótagon lehet, az utolsón kívül. Ez az idegen szavakra is vonatkozik. Az olyan szavak esetében, amelyeket eredeti nyelvükben az utolsó szótagon hangsúlyoznak, a szerbben a hangsúly az utolsó előtti szótagra esik: Marseille (szerbül átírva Marsej) kiejtése ['mar.sej].
2. Az egyszótagú szavak hangsúlya csak ereszkedő lehet: rövid (kȍnj ’ló’) vagy hosszú: znâm ’tudok/tudom’.
3. Többszótagú szavakban ereszkedő hangsúly csak az első szótagon lehet.

Hangsúlytalan magánhangzó is lehet rövid vagy hosszú. A hosszúkat ¯-vel jelölik (nem szokványos írásokban). (žèna ’nő’ – žénā ’a nők vmije/vkije’). Hangsúlytalan hosszú szótag csak hangsúlyos szótag után következhet.
Bizonyos szavakat, az úgynevezett simulószókat vagy klitikumokat általában nem hangsúlyozzák. Ilyen a viszonyszók többsége. Egyesek hangsúlyos szó után (enklitikumok), mások ilyen szó előtt állhatnak (proklitikumok). Az első csoporthoz tartozik a li kérdő partikula, a személyes névmások rövid alakjai [például ga ’őt’ (hímnem), mi ’nekem’], a se visszaható névmás, a segédigék rövid alakjai, például ću ’fogok’, a jövő időé. A második csoportban az egyszótagú és némely kétszótagú elöljárószó, és a ne tagadó partikula van. Hangsúlytalan szó egyetlen hangtani szót alkot az előtte, illetve az utána álló hangsúlyos szóval.
Vannak olyan esetek, amikor ilyen szóban a hangsúly az előtté álló, egyébként hangsúlytalan szóra kerül:
- az elöljárókra a ja ’én’ névmás előtt, eszközhatározói esetben: sȁ mnom ’velem’;
- a tagadó partikulára, olyan ereszkedő hangsúlyos igealakok előtt, amelyekben ez az első szótagon van: dâm ’adok/adom’ – nè dām ’nem adok/adom’.

## Grammatika
Alaktani szerkezetére nézve a szerb az ún. flektáló (hajlító-ragozó) típusú nyelvek közé tartozik. Viszonylag magas fokú szintetizmus jellemzi, azaz viszonylag fontos szerepe van benne a toldalékolásnak, valamint fuzionális, ami azt jelenti, hogy egyetlen toldalék egyszerre több nyelvtani kategóriát is kifejezhet.
A legtöbb indoeurópai nyelvhez hasonlóan a szerbben is megvan a nyelvtani nem (hím-, nő- és semlegesnem) és az elöljárószók használata.

### Alaktan

#### A főnév

##### A főnevek neme és száma
A hímnemű főnevek többségét arról lehet felismerni, hogy alanyeset egyes számú akakjuk mássalhangzóra végződik, pl. jelen ’szarvas’. Ugyancsak hímneműek az -ao-ra és az -eo-ra végződő szavak, amelyek o-ja valamikor l volt (lásd fentebb L ~ o váltakozás): orao ’sas’, pepeo ’hamu’. Ezek alanyeset többes számú alakja -i-re végződik: jeleni ’szarvasok’. A hímnemű egyszótagú szavakban és sok kétszótagú szóban az -ov- (posztalveoláris, alveolo-palatális vagy palatális mássalhangzó után -ev-) képző van az -i előtt: stanovi ’lakások’ orlovi ’sasok’, muževi ’férfiak’. Vannak a nőnemre jellemző -a végződésű hímnemű főnevek is: keresztnevek (Nikola), foglalkozásnevek (sudija ’bíró’), de ezekkel is hímnemben történik az egyeztetés.
A nőnem jellegzetes végződése alanyeset egyes számban -a (ruka ’kéz’), de vannak mássalhangzóra végződő nőnemű szavak is: radost ’öröm’, stvar ’dolog’. Az -a végződésűek alanyeset többes számban -e-re végződnek (ruke ’kezek’), a mássalhangzósok pedig -i-re: radosti ’örömök’, stvari ’dolgok’.
A semlegesnem az alanyeset egyes számban -o-ra (az -ao és az -eo-sokon kívül) vagy -e-re végződő életteleneket megnevező szavaké: kolo ’kör’, polje ’mező’. Alanyeset többes számban -a-ra végződnek: kola ’körök’, polja ’mezők’.
Egyes és többes számon kívül a szerb nyelvben vannak a kettős számnak is maradványai. Ezt a dva ’kettő’ (hímnem és semlegesnem) dve ’kettő’ (nőnem), tri ’három’, četiri ’négy’, oba ’mindkettő’ (hn. és sn.) és obe ’mindkettő’ (nn.) számnevek követelik meg. Kettős számban a hímnemű és a semlegesnemű szavak alanyesetének a ragja -a (azonos a birtokos eset egyes szám ragjával), a nőneműeké pedig -e (azonos az alanyeset többes szám ragjával). Példák: dva metra ’két méter’, obe mačke ’mindkét macska’.

##### Főnévragozás
A főnevek hét esetben állhatnak és három vagy négy ragozási osztályba vannak csoportosítva az alanyeset egyes számú alakjuk végződése szerint. Az első osztály a hímneműeké (az -a-ra végződőeken kívül) és a semlegesneműeké. A második osztály az -a végződésű nőnemű és hímnemű főneveket foglalja magába. A mássalhangzóra végződő nőneműek a harmadik osztályt alkotják. Van számos rendhagyó ragozású főnév is.
Íme három szabályos ragozású főnév, az első két, a legtöbb főnevet tartalmazó ragozási osztályból:
| Nyelvtani eset       | 1. osztály      | 1. osztály  | 1. osztály  | 1. osztály  | 2. osztály | 2. osztály  |
| Nyelvtani eset       | Hímnem          | Hímnem      | Semlegesnem | Semlegesnem | Nőnem      | Nőnem       |
| Nyelvtani eset       | egyes szám      | többes szám | egyes szám  | többes szám | egyes szám | többes szám |
| -------------------- | --------------- | ----------- | ----------- | ----------- | ---------- | ----------- |
| Alanyeset            | jelen ’szarvas’ | jeleni      | kolo ’kör’  | kola        | žena ’nő’  | žene        |
| Birtokos eset        | jelena          | jelēnā      | kola        | kolā        | ženē       | žénā        |
| Részeshatározói eset | jelenu          | jelenima    | kolu        | kolima      | ženi       | ženama      |
| Tárgyeset            | jelena          | jelene      | kolo        | kola        | ženu       | žene        |
| Megszólító eset      | jelene!         | jeleni!     | kolo!       | kola!       | ženo!      | žene!       |
| Eszközhatározói eset | jelenom         | jelenima    | kolom       | kolima      | ženom      | ženama      |
| Határozói eset       | o jelenu        | o jelenima  | o kolu      | o kolima    | o ženi     | o ženama    |

Megjegyzések:
1. A hímnemű élőlények neveinek tárgyeset egyes számú alakja azonos a birtokos eset egyes számú alakjával, miközben a hímnemű életteleneké az alanyeset egyes számú alakjával azonos. Például miközben a jelen ’szarvas’ tárgyeset egyes számban jelena ’szarvast’ az izvor ’forrás’ szó ugyanabban az esetben izvor ’forrást’.[49]
2. A növényneveket és az élőket megnevező kollektív főneveket, például narod ’nép’ és čopor ’nyáj’, úgy ragozzák, mint az életteleneket.
3. A birtokos eset többes szám ragja hosszú -a. Ez különbözteti meg a hímneműek és a semlegesneműek birtokos eset többes számú alakját a birtokos eset egyes számútól, valamint a nőneműek birtokos eset többes számú alakját az alanyeset egyes számútól.
4. A posztalveoláris, alveolo-palatális vagy palatális mássalhangzóra végződő tövű hímnemű főnevek eszközhatározói esete -em ragos, megszólító esetük pedig -u ragos: nožem ’késsel’, prijatelju! ’barátom!’
5. Egyes hímneműek (például sok népnév) egyes számú alakja az -in képzővel végződik, és ehhez adják hozzá az esetragokat, de többes számban ez a képző nincs meg. Példa: Srbin ’szerb (férfi)’ – Srbina ’a szerb (vmije/vkije)’ – Srbi ’szerbek’ – Srba ’a szerbek (vmije/vkije)’.
6. Az -e végződésű semlegesneműek között vannak olyanok, amelyek töve és legtöbb esetragja közé az -n- vagy a -t- mássalhangzó kerül. Ez többes számban minden esetre vonatkozik, egyes számban pedig a birtokos, a részes, az eszköhatározói és a határozói esetre. Példák: ȉme ’név’ – imèna ’nevek’, uže ’kötél’ – užeta ’a kötél (vmije)’. A -t--s főnevek többes számát inkább az ezekből képzett kollektív főnév fejezi ki, amely hímnemű. Ilyen például az uže-ból képzett užad ’kötélzet, kötelek’.
7. A mássalhangzó-csoportra végződő tövű -a végződésű nőneműek birtokos eset többes számú alakjában a csoport mássalhangzói közé -a- kerül [pl. pesma ’ének’ – pesama ’az énekek (vmije)’], de sok ilyen főnévben, főleg idegen eredetűekben az -a- nincs meg, és birtokos eset többes számú alakjuk -i ragos: molba ’kérelem’ – molbi ’a kérelmek (vmije)’, bomba – bombi ’a bombák (vmije)’.
8. A -ska, -čka vagy -ška végződésű ország- és régiónevek eredetileg nőnemű melléknevek, ezért részes és határozói esetük olyan, mint ezeké: Francuska ’Franciaország’ – Francuskoj ’Franciaországnak’ – u Francuskoj ’Franciaországban’.

A harmadik ragozási osztályhoz tartozó főnév:
| Eset | Egyes szám      | Többes szám |
| ---- | --------------- | ----------- |
| A.   | reč ’szó’       | reči        |
| B.   | reči            | reči        |
| R.   | reči            | rečima      |
| T.   | reč             | reči        |
| M.   | reči            | reči        |
| E.   | rečju vagy reči | rečima      |
| H.   | reči            | rečima      |

##### Az esetalakok használata
- Az alanyeset, mint a magyar nyelvben, a mondat alanyának az esete, valamint a mondaton kívül használt főneveké, például címekben és feliratokban.
- Az elöljáró nélkül használt birtokos eset főleg a birtokost kifejező jelzőé, különböző elöljárokkal pedig többféle más jelzőké és határozóké.
- Az elöljáró nélküli részes eset a részeshatározót fejezi ki, de kifejezhet mozgás célpontját kifejező helyhatározót is, főleg a k(a) és a prema ’felé’ elöljárókkal.
- A tárgyeset csak elöljáró nélkül fejezi ki a tárgyat. Amikor elöljárókkal használják, egyes határozókat fejez ki, mint például a hely felé való mozgást kifejező igéknek alárendelt helyhatározót: On ide u grad ’A városba megy’.
- A megszólító esetű főnévnek nincs mondattani funkciója, csupán a megszólított vkit/vmit fejezi ki.
- Az eszközhatározói eset csak elöljáró nélkül fejezi ki az eszközt (pl. nožem ’késsel’), de a s(a) elöljáróval a társhatározó esete (pl. sa suprugom ’a feleséggel’), más elöljárókkal vagy elöljáró nélkül pedig másféle határozókat is kifejez.
- A határozói eset mindig elöljáróval használatos. Főleg a nem hely felé való mozgást kifejező igék helyhatározójának az esete: On živi u gradu ’A városban él’. Másféle határozót is kifejez, például az o elöljáróval a magyar ’-ról/-ről’ ragos képes helyhatározó megfelelőjét: o jelenu ’a szarvasról’.

#### A melléknév

##### Melléknév-kategóriák
A szerb nyelvben vannak:
- minősítő melléknevek:[50] dobar ’jó’;
- viszonyító melléknevek:[51] jutarnji ’reggeli’;
- birtokos melléknevek:[52] čovekov, -a, -o ’az ember (vmije/vkije)’, babin, -a, -o ’a nagymama (vmije/vkije)’. Ezek főnevekből képzettek, hímneműekhez az -ov/-ev, nőneműekhez az -in képző hozzáadásával.

##### Rövid alak és hosszú alak
A mellékneveknek kétféle formája létezik, a rövid és a hosszú. A rövidre a hímnemben mássalhangzóra végződő alanyeset egyes számú alak jellemző. A hosszú a rövid alakhoz hozzáadott -i-vel képződik: bogat → bogati ’gazdag’. Ezek esetében a rövid alak határozatlan, a hosszú pedig határozott. Ennek a magyarban a határozott névelővel használt melléknév felel meg. Példák kontextusban: Videsmo tu dva čoveka, jedan je bio siromašan, a drugi – bogat; siromašni je ćutao, dok je bogati mnogo pričao. ’Láttunk itt két embert, az egyik szegény volt, a másik gazdag; a szegény hallgatott, viszont a gazdag sokat beszélt’.
A birtokos mellékneveknek csak rövid alakja van (bratov ’a fivér (vmije/vkije)’), a -ski, -nji és -ji-re végződőeknek pedig csak hosszú. Ide tartoznak általában a viszonyító melléknevek, pl. beogradski ’belgrádi’, valamint a minősítő melléknevek középfokú és felsőfokú alakja (lásd a következő szakaszt). A csak rövid és a csak hosszú alakú mellékneveket határozatlanokként is, és határozottakként is használják.

##### Fokozás
A középfokot a következő végződésekkel fejezik ki:
- -ji, -ja, -je, amely a melléknév végső mássalhangzóját palatalizálja:
  - egy szótagú, hosszú magánhangzós melléknevek: mlad ’fiatal’ → mlađi ’fiatalabb’;
  - két szótagú, -ak, -ek, -ok végű melléknevek: kratak ’rövid’ → kraći;
- -iji, -ija, -ije:
  - egy szótagú, rövid magánhangzós melléknevek: star ’öreg’ → stariji
  - két és több szótagú melléknevek: hrabar ’bátor’ → hrabriji ’bátrabb’, jednostavan ’egyszerű’ → jednostavniji;
- -ši, -ša, -še – három egy szótagú melléknév: lep ’szép’ → lepši, lak ’könnyű’ → lakši, mek ’puha’ → mekši.[54]

Rendhagyóan fokozzák a következő mellékneveket:
- dobar – bolji ’jobb’;
- mali – manji ’kisebb’;
- veliki – veći ’nagyobb’;
- zao – gori ’rosszabb’.

Alanyesetű főnév vagy névmás összehasonlítására más főnévvel/névmással kétféle összehasonlító szerkezet van:
- az od elöljáróval + birtokos esetű főnév/névmás: Jagode su skuplje od malina ’Az eper drágább a málnánál / mint a málna’;
- a nego kötőszóval + alanyesetű főnév/névmás: Jagode su skuplje nego maline.

Ha a melléknév segítségével két határozót hasonlítanak össze, akkor csak a második szerkezet lehetséges: U samoposluzi jagode su skuplje nego na pijaci ’Az önkiszolgálóban az eper drágább, mint a piacon’.
A hasonlító felsőfok alakját a középfokú alak elé tett naj- előképzővel alakítják: poznatiji ’ismertebb’ → nâjpoznàtiji ’a legismertebb’. Az előképző magánhangzója hosszú és mindig hangsúlyos, és ha a melléknév viszonylag hosszú, mint ez a példa, az alapfokú alakja tövén is van hangsúly.

##### Melléknévragozás
A melléknevek ragozása a következő.
Hosszú alak:
| Eset | Hímnem                               | Hímnem       | Semleges nem | Semleges nem | Nőnem      | Nőnem        |
| Eset | egyes szám                           | többes szám  | egyes szám   | többes szám  | egyes szám | többes szám  |
| ---- | ------------------------------------ | ------------ | ------------ | ------------ | ---------- | ------------ |
| A.   | zèlenī ’a zöld’                      | zèlenī       | zèlenō       | zèlenā       | zèlenā     | zèlenē       |
| B.   | zèlenōg(a)                           | zèlenīh      | zèlenōg(a)   | zèlenīh      | zèlenē     | zèlenīh      |
| R.   | zèlenōm(e)                           | zèlenīm(a)   | zèlenōm(e)   | zèlenīm(a)   | zèlenōj    | zèlenīm(a)   |
| T.   | zèlenōg(a) (élő), zèlenī (élettelen) | zèlenē       | zèlenō       | zèlenā       | zèlenū     | zèlenē       |
| M.   | zèlenī                               | zèlenī       | zèlenō       | zèlenā       | zèlenā     | zèlenē       |
| E.   | zèlenīm                              | zèlenīm(a)   | zèlenīm      | zèlenīm(a)   | zèlenōm    | zèlenīm(a)   |
| H.   | o zèlenōm(e)                         | o zèlenīm(a) | o zèlenōm(e) | o zèlenīm(a) | o zèlenōj  | o zèlenīm(a) |

Rövid alak:
| Eset | Hímnem                          | Hímnem       | Semleges nem | Semleges nem | Nőnem      | Nőnem        |
| Eset | egyes szám                      | többes szám  | egyes szám   | többes szám  | egyes szám | többes szám  |
| ---- | ------------------------------- | ------------ | ------------ | ------------ | ---------- | ------------ |
| A.   | zèlen ’zöld’                    | zelènī       | zelèno       | zelèna       | zelèna     | zelène       |
| B.   | zelèna                          | zelènīh      | zelèna       | zelènīh      | zelènē     | zelènīh      |
| R.   | zelènu                          | zelènīm(a)   | zelènu       | zelènīm(a)   | zelènōj    | zelènīm(a)   |
| T.   | zelèna (élő), zèlen (élettelen) | zelène       | zelèno       | zelènā       | zelènu     | zelène       |
| M.   | zèlenī                          | zelènī       | zelèno       | zelènā       | zèlenā     | zèlenē       |
| E.   | zelènīm                         | zelènīm(a)   | zelènīm      | zelènīm(a)   | zelènōm    | zelènīm(a)   |
| H.   | o zelènu                        | o zelènīm(a) | o zelènu     | o zelènīm(a) | o zelènōj  | o zelènīm(a) |

Megjegyzések:
1. A rövid alak alany eset többes számát gyakorlatilag csak a hangsúly helye különbözteti meg a hosszú alak alanyeset többes számától: az első szótagon a rövid alak esetében, a másodikon a hosszú alak esetében.
2. Akárcsak a főnevek esetében, a melléknevekében is a kettős szám használatos a dva ’kettő’ (hímnem és semlegesnem) dve ’kettő’ (nőnem), tri ’három’, četiri ’négy’, oba ’mindkettő’ (hn. és sn.) és obe ’mindkettő’ (nn.) számnevek után: Došla su četiri nova učenika ’Négy új tanuló jött’.
3. A posztalveoláris, az alveolo-palatális és a palatális mássalhangzóra végződő tövű mellékneveknek o-s ragváltozatok helyett e-s ragváltozataik vannak, tehát -e (semlegesnem, alanyeset egyes szám), -eg(a) (hímnem és semlegesnem, birtokos eset, egyes szám), -em(u) (hímnem és semlegesnem, részes és határozói eset, egyes szám). Példa: vrućega ’a forró (vmije)’, vrućemu ’a forrónak’, o vrućemu ’a forróról’.
4. A raghoz hozzáadott magánhangzó a főnévként használt melléknevekkel használatos (mint a fenti példa).

#### Névmások

##### Személyes névmások és visszaható névmás
A személyes névmások és a visszaható névmás ragozása a következő:
| Eset | Egyes szám | Egyes szám | Egyes szám              | Egyes szám    | Többes szám | Többes szám       | Többes szám                                    | Visszaható névmás |
| ---- | ---------- | ---------- | ----------------------- | ------------- | ----------- | ----------------- | ---------------------------------------------- | ----------------- |
| A.   | ja ’én’    | ti ’te’    | on ’ő’ (hn.), ono (sn.) | ona ’ő’ (nn.) | mi ’mi’     | vi ’ti, ön, önök’ | oni ’ők’ (hn.), ona ’ők’ (sn.), one ’ők’ (nn.) | –                 |
| B.   | mene, me   | tebe, te   | njega, ga               | nje, je       | nâs, nas    | vâs, vas          | njih, ih                                       | sebe              |
| R.   | meni, mi   | tebi, ti   | njemu, mu               | njoj, joj     | nama, nam   | vama, vam         | njima, im                                      | sebi              |
| T.   | mene, me   | tebe, te   | njega, ga               | nju, je/ju    | nâs, nas    | vâs, vas          | njih, ih                                       | sebe, se          |
| M.   | –          | ti!        | –                       | –             | –           | vi!               | –                                              | –                 |
| E.   | mnom(e)    | tobom      | njim                    | njom          | nama        | vama              | njima                                          | sobom             |
| H.   | o meni     | o tebi     | o njemu                 | o njoj        | o nama      | o vama            | o njima                                        | o sebi            |

Megjegyzések:
- A., M., E. és H. esetben a személyes névmásoknak csak hangsúlyos alakjaik vannak, B., R. és T. esetben pedig hangsúlyosak és hangsúlytalanok. Ez utóbbiak hangsúlyos szó után használatosak egyetlen hangtani szót alkotva velük. Példák: Dajem ti ovaj novac ’Neked adom ezt a pénzt’, Ja ti dajem ovaj novac ’Én neked adom ezt a pénzt’.
- A hangsúlyos alakokat a következő helyzetekben használják:

– elöljárók és kötőszók után: Od njih je stiglo mnogo pisama, ali ništa za mene ’Sok levél érkezett tőlük, de semmi sem nekem’;
– amikor a szóban forgó személy először jelenik meg a közlésben;
– amikor nyomatékosítják a személyt: Ovaj novac dajem tebi ’Ezt a pénzt neked adom’ (azaz nem másnak);
– mondatszóként párbeszédben: – Kome je upućeno ovo pismo? – Vama. ’– Kinek van címezve ez a levél? – Önnek.’
- A magázó/önöző forma a többes szám második személyű Vi, akkor is, ha csak egy személyhez szól. Az igét ekkor is többes számban egyeztetik vele. Általában nagy kezdőbetűvel írják.[56]
- Birtokos esetű személyes névmás csak vonzatként használatos, az ezt az esetet igénylő elöljárók után: On je došao posle mene ’Ő énutánam jött’.
- A mnom alakot csak elöljáróval használják, és a hangsúly erre kerül át, miközben a mnome alak elöljáró nélkül használatos.
- B., R. és T. esetben a hangsúlyos alakok abban is különböznek a hangsúlytalanoktól, hogy két szótagúak, a nas és a vas alakokon kívül. Szokványos írásokban ezek hangsúlyos vagy hangsúlytalan jellege csak a kontextusból derül ki.
- Nőnem tárgyeset egyes számban két hangsúlytalan alak van: a je alak általánosan használt [pl. On je vidi ’Ő (hímnem) látja őt (nőnem)’], ju pedig a je szótag szomszédságában, azaz a je segédige előtt (On ju je video ’Ő látta őt’) és ennek tagadott alakja után: Nije ju video ’Nem látta őt’.
- A sebe visszaható névmás. Mindig a mondat alanyára utal, akármilyen nemű, számú és személyű lenne is az: Ona radi za sebe i ja radim za sebe. Zašto ti ne radiš za sebe? ’Ő saját magának dolgozik, és én is magamnak dolgozom. Te miért nem dolgozol saját magadnak?’ Csak tárgyesetben van hangsúlytalan alakja: On ide da se šeta. Ja idem da se šetam s njim. Hoćes li da se šetaš sa nama? ’Ő sétálni megy. Én is sétálni megyek vele. Akarsz-e velünk sétálni?’

##### Birtokos névmások/determinánsok
A szerb birtokos névmások a következők:
- moj, -a, -e ’az enyém’, moji, -e, -a ’az enyéim’;
- tvoj, -a, -e ’a tiéd’, tvoji, -e, -a ’a tieid’;
- njegov, -a, -o ’az övé’, njegovi, -e, -a ’az övéi’ (hímnemű birtokos);
- nje(zi)n, -a, -o ’az övé’, nje(zi)ni, -e, -a ’az övéi’ (nőnemű birtokos);
- naš, -a, -e ’a miénk’, naši, -e, -a ’a mieink’;
- vaš, -a, -e ’a tiétek’, vaši, -e, -a ’a tieitek’;
- njihov, -a, -o ’az övék’, njihovi, -e, -a ’az övéik’;
- svoj, -a, -e, -i, -e, -a.

Megjegyzések:
1. A szerb birtokos névmások nemben, számban és esetben egyeznek azzal a birtokot kifejező szóval, amelyre utalnak. Ezért vannak megadva fentebb a nő- és semlegesnemű végződések is.
2. Külön névmás van egyrészt az egyes számú hím- és semleges nemű birtokosra, másrészt a nőneműre: pisac i njegovo delo ’az író és műve’ (hímnemű birtokos), odluka i njene posledice ’a határozat és annak következményei’ (nőnemű birtokos).
3. Az egyes számú nőnemű birtokosra utaló névmásoknak két alakja van, a rövidebb njen, -a, -o, -i, -e, -a és a hosszabb njezin, -a, -o, -i, -e, -a. Az utóbbi ritkábban használt.
4. A szerb birtokos névmásokat ugyanabban az alakban determinánsokként is használják, tehát például moj, -a, -e nemcsak azt jelenti, hogy ’az enyém’, hanem a magyar -m birtokos személyjelnek is megfelel.
5. A svoj, -a, -e, -i, -e, -a névmás csak arra a tárgyra vonatkozik, amelyet az alany birtokol, ennek személyétől, nemétől és számától függetlenül. Például a Direktor je u svojoj kancelariji mondatot is, a Direktor je u njegovoj kancelariji mondatot is úgy lehet lefordítani, hogy ’Az igazgató az irodájában van’, de az első azt jelenti, kontextus nélkül is, hogy a sajátjában van, a második pedig azt, ugyancsak kontextus nélkül is, hogy más férfi irodájában.
6. A birtokos névmásokat általában úgy ragozzák, mint a mellékneveket, és a névmásoknak is van hozzáadott magánhangzójuk hím- és semlegesnem B./A. és R./H. eset egyes számban akkor, amikor nem determinánsként használják. Ezen kívül a moj, tvoj és svoj névmásoknak egy rövidebb és egy hosszabb változatuk van, melyek közül a rövidebbek a gyakoribbak:

- mojeg(a) vagy mog(a), mojem(u) vagy mom(e);
- tvojeg(a) vagy tvog(a), tvojem(u) vagy tvom(e);
- svojeg(a) vagy svog(a), svojem(u) vagy svom(e).

##### Mutató névmások/determinánsok
A szerb mutató névmások három távolsági fokot fejeznek ki:
- Ovaj, ova, ovo ’ez’, ovi, ove, ova ’ezek’ arra vonatkoznak, ami a beszélő mellett van: Daću ti ovaj članak da ga pročitaš ’Oda fogom adni neked ezt a cikket, hogy olvasd el’.
- Onaj, ona, ono ’az’, oni, one, ona ’azok’ arra vonatkoznak, ami távol van a beszélőtől is, és a címzettől is, például egy harmadik személy mellett: Šta je ono na krovu? ’Mi az ott a háztetőn?’
- Taj, ta, to ’ez/az’, ti, te, ta ’ezek/azok’ arra vonatkoznak, ami közepes távolságban van, például a megszólított mellett: Lepo ti stoji ta haljina ’Jól áll neked ez a ruha’. Ezt a névmást használják olyasvalamire utalva is, amiről előbb volt szó: Priča se da je izbio štrajk, ali ja o tome nisam obavešten ’Azt mesélik, hogy sztrájk robbant ki, de én erről nem értesültem’.

A biti létigével szerkesztett névszói állítmány alanyaként a mutató névmás nem egyezik sem nemben sem számban az állítmány névszói részével, hanem semleges nem egyes számban használatos: Ovo je moj sin / moja ćerka ’Ez itt a fiam/lányom’, To je bila nesreća ’(Az) szerencsétlenség volt’, To su bili uspesi ’Azok sikerek voltak’.
A mutató névmásokat úgy ragozzák, mint a mellékneveket, beleértve azt is, hogy nem determinánsként használva nekik is van hozzáadott magánhangzójuk, pl. ovog(a) ’ez (vmije/vkije)’.
A fenti mutató névmásokon kívül vannak még a következők:
- ovakav, ovakva, ovakvo: Želim ovakve rukave ’Ilyen kabátujjakat szeretnék’ (ügyfél szabóhoz szólva, miközben a saját ruhadarabja ujjait mutatja);
- takav, takva, takvo: Želim takve rukave ’Olyan kabátujjakat szeretnék’ (mint amilyen a szabó kezében van);
- onakav, onakva, onakvo: Želim onakve rukave ’Olyan kabátujjakat szeretnék’ (az ügyféltől is, a szabótól is távolabbra levő ruhadarabra mutatva);
- ovoliki, -a, -o: Riba je bila ovolika ’A hal ekkora volt’ (Személy kezeit széttartva mutatja egy hal hosszát.);
- toliki, -a, -o: Šta ćeš raditi s tolikim novcem? ’Mit fogsz csinálni annyi pénzzel?’ (a pénz a címzettnél van);
- onoliki, -a, -o: Šteta nije onolika kao pre dve godine ’A kár nem olyan nagy, mint két évvel ezelőtt’ (múltbéli mennyiségre való utalás).

##### Kérdő névmások és determinánsok
Csupán kérdő névmások azok a szók, amelyek személy vagy élettelen azonosságára kérdeznek: ko? ’ki?’, illetve šta? ’mi?’ Ezeket a következőképpen ragozzák:
| A. | ko     | šta    |
| B. | koga   | čega   |
| R. | kome   | čemu   |
| T. | koga   | šta    |
| E. | kim(e) | čim(e) |
| H. | o kome | o čemu |

Egyéb kérdő névmások lehetnek determinánsok is:
- koji, -a, -e, -i, -e, -a: Koju košulju hoćeš? ’Melyik inget akarod?’, Koju hoćeš? ’Melyiket akarod?’;
- kakav, kakva, kakvo, kakvi, kakve, kakva: Kakvu košulju hoćeš? ’Milyen inget akarsz?’, Kakvu hoćeš? ’Milyet akarsz?’;
- čiji, -a, -e, -i, -e, -a: Čije su ove naočare? ’Kié ez a szemüveg?’;
- koliki, kolika, koliko, koliki, kolike, kolika:

– méretre kérdező: Kolika je tvoja soba? ’Milyen nagy a szobád?’;
– mennyiségre kérdező: Gledaj koliko je ljudi došlo ’Nézd meg, hány ember jött el’.
Ezek ragozása a melléknevekével azonos, beleértve a hozzáadott magánhangzót hím- és semlegesnem B., R. és H. eset egyes számban akkor, amikor nem determinánsok. Koji-nak lerövidített alakjai is vannak ezen esetekben: kog(a), kom(e).

##### Vonatkozó névmások és determinánsok
A következő szavak, amellett, hogy kérdő névmások/determinánsok, lehetnek vonatkozó névmások/determinánsok is:
- koji, -a, -e, -i, -e, -a: Imam muža koji me voli ’Olyan férjem van, aki szeret’;
- kakav, kakva, kakvo, kakvi, kakve, kakva: To je pejzaž kakve je Rubens slikao ’Ezek olyan tájképek, amilyeneket Rubens festett’;
- čiji, -a, -e, -i, -e, -a: Bio je tamo sto, čije su noge bile zabijene u zemlju ’Volt ott egy asztal, amelynek lábai a földbe voltak verve’.

Csak névmás a što szó. Használatai:
1. Változatlan alakban a koji névmást helyettesítheti: Gledaj ove ljude što / koji prolaze ’Nézd azokat az embereket, akik ott mennek’.
2. Ragozottan két tárgyesetű alakja van, az egyik az alanyesetűvel azonos, što, amikor elöljáró nélkül használják, a másik šta, elöljáróval. Utalhat:
- egész előbbi mondatra:

- alanyesetben: Bolesnik je počeo da jede, što je dobar znak ’A beteg enni kezdett, ami jó jel’;
- tárgyesetben:

– elöljáró nélkül: Otpustili su vratara, što ja ne odobravam ’Elbocsátották a kapust, és én ezt nem helyeslem’ (szó szerint ’… amit én nem helyeslek’);
– elöljáróval: Ona tvrdi da je požar odmetnut, za šta nema dokaza ’Ő azt állítja, hogy a tűzvészt okozták, de erre nincs bizonyíték’ (szó szerint ’… amire nincs…’);
- semlegesnemű mutató névmásra: Reći ću vam ono što znam ’Megmondom nektek azt, amit tudok’, Nema toga o čemu se ne bi moglo razgovarati ’Nincs olyasmi, amiről ne lehetne beszélgetni’;
- a sve ’minden’ határozatlan névmásra: Uzmite sve što želite ’Vegyetek el mindent, amit kívántok’.

##### Határozatlan névmások és determinánsok
A legtöbb határozatlan névmás kérdő névmásokból ered a ne-, sva-, ni- és i- előtagok hozzáadásával, és belőlük az alábbi rendszer keletkezik:
| 1               | 2                | 3                                              | 4                     | 5                                |
| --------------- | ---------------- | ---------------------------------------------- | --------------------- | -------------------------------- |
| nešto ’valami’  | neko ’valaki’    | neki ’valami’ (determináns), ’néhány’          | nekakav ’valamilyen’  | nečiji ’valaki (vmije/vkije)’    |
| svašta ’akármi’ | svako ’mindenki’ | svaki ’minden’ (determináns), mindegyik’       | svakakav ’mindenféle’ | svačiji ’mindenki (vmije/vkije)’ |
| ništa ’semmi’   | niko ’senki’     | nijedan ’egy … sem’ (determináns), ’egyik sem’ | nikakav ’semmilyen’   | ničiji ’senki (vmije/vkije)’     |
| išta ’valami’   | iko ’valaki’     | ijedan ’(legalább) egy’                        | ikakav ’valamilyen’   | ičiji ’valaki (vmije/vkije)’     |

A 3., a 4. és az 5. oszlopbeli szók lehetnek névmások is, determinánsok is, viszont az elsőben és a másodikban levők csak névmások lehetnek. Ragozásuk azonos azoknak a kérdő névmásoknak a ragozásával, amelyektől származnak.
A ni- és az i- előtagokkal képzett szók jellegzetessége az, hogy majd minden velük használt elöljáró az előtag és az alapszó közé kerül: ni iz čega ’semmiből’, ni s kim ’senkivel’.
A ni- előtaggal képzett szók tagadóak és tagadott igével használatosak (kettős tagadás): Ne vidim nikoga ’Senkit sem látok’, Ova zemlja nije ničija ’Ez a föld senkié’.
Az i- előtaggal képzett szók jelentése magába foglalja a korlátozott mennyiség fogalmát. Általában kérdő mondatokban és mellékmondatokban használják: Jeste li išta našli? ’Találtatok legalább valamit?”, Ima li ikakvog rezultata? ’Van-e legalább valamilyen eredmény?’, Da je iko dolazio, ja bih to znao ’Ha valaki is jött volna, én azt tudnám’. Nem használhatóak tagadószót tartalmazó egyszerű mondatban, de jelen lehetnek olyan összetett mondat tagmondatában, amelynek más mondata tagadó: Ne želim da iko pomisli da sam se uplašio ’Nem kívánom, hogy valaki is azt gondolja, hogy megijedtem’.
A ne- előtaggal képzett szókhoz hozzáadható a po- előképző, amely azt fejezi ki, hogy kis számú vagy ritkán előforduló személyekről vagy dolgokról van szó: Ponešto je tačno u ovom članku ’Itt-ott valami pontos is van ebben a cikkben’, Poneko se neće složiti sa mnom ’Egyesek nem fognak egyetérteni velem’. Ugyanaz a jelentése a -god utóképzőnek is: štogod = ponešto ’valami itt-ott, kogod = poneko ’valaki itt-ott’.
Vannak kérdő névmásokból és a magyar ’akár-’ előtag jelentésével bíró partikulákból alkotott határozatlan szókapcsolatok is. E partikulák helye különbözik:
- A god partikula a kérdő névmás mögött áll, és jelentése különbözik a -god képzőjétől: Ko god dođe, recite mu da nisam tu ’Akárki is jönne, mondja neki, hogy nem vagyok itt’.
- A ma és a makar partikulák a kérdő névmás előtt állnak: ma šta ’akármi’, makar koji ’akármelyik’.
- A bilo partikula állhat a kérdő névmás előtt vagy mögött: bilo ko vagy ko bilo ’akárki’.

#### A számnév

##### Tőszámnevek
A jedan (hímnem), jedna (nőnem), jedno (semlegesnem) ’egy’; dva (hn. és sn.), dve (nn.) ’kettő’; tri ’három’ és četiri ’négy’ számneveket ragozzák, beleértve amikor szám utolsó számjegyei. A többi számjegy neve (pet 5, šest 6, sedam 7, osam 8, devet 9) és a deset 10 számnév változatlan alakú.
Jedan ragozása a rövid alakú melléknevekével azonos. Többes számú alakja is van, amelyet a csak ilyen alakú főnevekkel használnak: jedne makaze (nn.) ’olló’, jedna vrata (sn.) ’ajtó’.
A többi számjegy-név ragozása a következő:
| A. | dva   | dve   | tri   | četiri   |
| B. | dvaju | dveju | triju | četiriju |
| R. | dvama | dvema | trima | četirima |
| T. | dva   | dve   | tri   | četiri   |
| E. | dvama | dvema | trima | četirima |
| H. | dvama | dvema | trima | četirima |

A 11–19 számoknak megfelelő számnevek eredetileg szószerkezetek, melyek képlete számjegy-név + na elöljáró + deset 10. Így keletkeztek a jedanaest 11, dvanaest 12 stb. számnevek.
A 20, 30, 40, 50, 60, 70, 80 és 90 számoknak megfelelő számnevek összetett szavak, például dva ’kettő’ + deset ’tíz’ → dvadeset ’húsz’. Néhány esetében az első tagban hangváltozás ment végbe, például šest ’hat’ + deset → šezdeset ’hatvan’.
A százas számoknak megfelelő számneveknek két változata van. Az egyik a sto ’száz’ számnévvel összetett szó. A sto ezen alakkal marad meg a 400–900-nak megfelelő számnevekben: četiristo, petsto stb., de sta az alakja két számnévben: dvesta 200 és trista 300. A másik változat két szóból álló szókapcsolat, amelyben a második a sto-ból képzett stotina főnév. A következő szakaszbeli szabályok alapján stotina alanyeset kettős számban áll a dve stotine 200, tri stotine 300 és četiri stotine 400 szókapcsolatokban, valamint birtokos eset többes számban a többiben: pet stotina 500 stb.
Főnevek felelnek meg az ’ezer’-nek – hiljada (nn.), a ’millió’-nak – milion (hn.) és a ’milliárd’-nak – milijarda (nn.).
A stotina, hiljada és milijarda sajátossága az, hogy akkor, amikor magukban alkotják a számnevet, tárgyeset egyes számban állnak az összes többi esetalak helyett: Postoji stotinu razloga za to ’Száz ok van erre’, Reč je o hiljadu dolara ’Ezer dollárról van szó’, Milijardu ljudi gladuje ’Egy milliárd ember éhezik’.

###### Tőszámneves szerkezetek
Tőszámnév + főnév vagy/és melléknév
- A nulla mennyiséget a főnév/melléknév birtokos eset többes számú alakjával fejezik ki: nula / ništa listova (szó szerint ’nulla / semmi lapok’).
- Jedan, jedna, jedno ’egy’ és az ezzel végződő számnevek úgy egyeznek a csoportbeli főnévvel, mint a melléknévi jelző + főnév csoportban általában: jedan metar ’egy méter’, dvadeset jedan metar ’21 méter’.
- Dva, dve ’kettő’, tri ’három’ és četiri ’négy’, valamint az ezekkel végződő számokat alanyeset kettős számú főnév/melléknév követi, akármi is lenne a szókapcsolat mondattani funkciója: dva metra ’két méter’, trideset tri metra ’33 méter’.
- Az 5, 6, 7, 8 és 9 számjegyekkel, valamint az ezekkel végződő számokkal a főnév/melléknév birtokos eset többes számban áll: pet metara ’öt méter’, trideset osam metara ’38 méter’, trideset dobrih ljudi ’30 jó ember’.

Tőszámnév + személyes névmás. Ebben a szerkezetben a személyes névmás birtokos esetben áll minden számnévvel, a jedan, -na, -no kivételével: nas tri ’mi hárman’, ih deset ’ők tízen’.
Alany + állítmány
Amikor az állítmányt melléknévi igenév nélküli igealak adja, ez többes számú, ha a dva, dve, tri, četiri vagy ezekkel végződő szám van az alany szócsoportjában (Dve knjige nedostaju ’Két könyv hiányzik’), de egyes számú a többi számjegy (beleértve a 0) és az ezekkel végződő számok esetében: Dvadeset pet knjiga nedostaje ’Huszonöt könyv hiányzik’.
A melléknévi igenévvel alakított összetett igealakok esetében két helyzet lehetséges:
- A dva, dve, tri és četiri számnevekkel a melléknévi igenév alanyeset kettős számban áll, -a raggal, ha az alany csoportjában a főnév hím- vagy semlegesnemű, és -e raggal, ha ez nőnemű: Stigla su dvadeset četiri autobusa (cselekvő melléknévi igenév) ’24 autóbusz érkezett’, Dve radnice su otpuštene (szenvedő melléknévi igenév) ’Két dolgozónőt bocsátottak el’.
- A többi számjeggyel a melléknévi igenév semleges nem egyes számban áll az alany nemétől függetlenül: Stiglo je pet autobusa ’Öt autóbusz érkezett’, Dvadeset radnica je otpušteno ’Húsz dolgozónőt bocsátottak el.

##### Sorszámnevek
A sorszámnevek a tőszámnevekből képződtek, és ezzel a hosszú alakú melléknevekkel azonos végződéseik lettek. Ragozásuk is azonos az ilyen melléknevekével. A peti ’ötödik’ šesti ’hatodik’, deveti ’kilencedik’-től dvadeseti ’huszadik’-ig, a 30., 40., 50., 60., 70., 80., 90. számnevekben az alapszóban nincs változás. A sedmi ’hetedik’ (←  sedam), osmi ’nyolcadik’ (←  osam), stoti ’századik’ (←  sto), hiljaditi ’ezredik’ (←  hiljada), milioniti (←  milion) és milijarditi (←  milijarda) szavakban vannak kisebb hangtani változások (a kiesése, t kötőhang stb.). A treći ’harmadik’ (←  tri) és četvrti ’negyedik’ (←  četiri) alapszavai nagyobb változásokat szenvedtek, jedan-nak és dva-nak pedig más tövű sorszámnevek felelnek meg: prvi ’első’, illetve drugi ’második’. Két vagy több számjegyű szám utolsó számjegy-nevének ugyanaz az alakja, mint az egyedülálló számjegy-névnek: dvadeset prvi ’huszonegyedik’, trideset drugi ’harminckettedik’.

##### Gyűjtőszámnevek
Az első két ilyen számnév dvoje ’kettő, ketten’ és troje ’három, hárman’, a többi az -oro képzővel alakul a tőszámnevekből: četvoro ’négy(en)’, petoro ’öt(en)’ stb. Használják:
- kollektív főnevekkel: troje dece ’három gyerek’;
- különböző nemű személyek csoportjának a létszámát kifejezendő: nas dvoje ’mi ketten’ (egy nőnemű és egy hímnemű személy), osmoro učenika ’nyolc tanuló’ (fiúk és lányok).

A gyűjtőszámnevekkel a főnév/melléknév birtokos eset egyes számban áll.

##### Szám-főnevek
A „szám-főnevek” terminus a szerb brojne imenice-nek felel meg. Ezek közé háromféle, a tőszámnevekből, a sorszámnevekből, illetve a kollektív számnevekből képzett főnév tartozik.
Hozzávetőleges számot kifejező számnevek alakulnak az -ak képzővel a 10, 12, 15, a kerek tízes és a kerek százas számoknak megfelelő tőszámnevekből. Ilyenek desetak ’kb. tíz’, dvanaestak ’tucat’, petnaestak ’kb. tizenöt’, dvadesetak ’kb. 20’, stotinak ’kb. száz’, dvestotinak ’kb. 200’ stb. Utánuk a főnév/melléknév birtokos eset többes számban áll.
A törtszámneveket a sorszámnevekből képezik az -ina képzővel: trećina ’harmad’, četvrtina ’negyed’, petina ’ötöd’ stb. ’Fél’-nek a polovina szó felel meg.
Az -ica képzővel alakulnak a kollektív számnevekből a dvojica, trojica, četvorica stb. főnevek. Csak hímnemű személyeket megnevező főnevekkel vagy ilyenekre utaló névmásokkal használják: nas dvojica ’mi ketten’ (férfiak) vs. nas dvoje ’mi ketten’ (egy férfi és egy nő). Használhatóak a tőszámnevek helyett, melyek többsége nem ragozható. Ellenben az -ica képzős szókat úgy ragozzák, mint akármelyik 2. főnévragozási osztályhoz tartozó főnevet. A személyes névmás előttük áll birtokos esetben, a főnév/melléknév pedig mögöttük birtokos eset többes számban: Došao je s petoricom drugova ’Öt barátjával jött el’.

##### A számjegyek neve
Minden számjegynek van egy nőnemű főnév adta neve: jedinica, dvojka, trojka, četvorka, petica stb. Példa mondatban: Dobio sam dvojku iz matematike ’Kettest kaptam matematikából’.

#### Az ige

##### Igeszemlélet
Mint a szláv nyelvekben általában, a szerbben is jellemző az igére a formailag rendszeresen kifejezett igeszemlélet.
Folyamatos szemléletű ige azt fejezi ki, hogy a cselekvés tartós, ismétlődő, fokozatosan végbemenő, többirányú, azaz befejezetlen a jelenben, hogy ilyen volt a múltban, hogy ilyen lesz a jövőben, avagy hogy ilyennek kívánt. Példák:
- Učenici pišu zadatak ’A tanulók feladatot írnak’ – folyamatban lévő cselekvés a jelenben;
- Pio sam kavu i gledao prema moru ’Kávét ittam, és a tenger felé néztem’ – kontextustól függően, múltbéli folyamatos vagy ismétlődő cselekvések;
- Pisaću ti svakog dana ’Írni fogok neked minden nap’ – jövőbeli ismétlődő cselekvés;
- Hoću da gledam televiziju ’Tévét akarok nézni’ – folyamatosnak vagy ismétlődőnek kívánt cselekvés.

Befejezett szemléletű ige azt fejezi ki, hogy a cselekvés be volt vagy be lesz fejezve. Ilyen igék több alkategóriába sorolhatók:
- trenutno-svršeni glagoli, amelyek pillanatnyi időben elvégzett cselekvést fejeznek ki, pl. udariti ’üt’, skočiti ’ugrik’;
- početno-svršeni glagoli „inkoatív igék”, amelyek a cselekvés kezdetét fejezik ki, pl. zaspati ’elalszik’, zapevati ’énekelni kezd’;
- završno-svršeni glagoli, amelyek azt fejezik ki, hogy a cselekvést véghez vitték vagy fogják vinni, pl. pojesti ’megeszik’, napuniti ’megtölt’, pročitati ’elolvas’, izgoreti ’kiég’;
- intenzivni glagoli „intenzív igék”, pl. zaigrati se ’belefeledkezik a játékba’, uležati se ’sokáig fekszik’;
- sativni glagoli, amelyek a lehetséges korlátaiig vitt cselekvést fejeznek ki, pl. najesti se ’jóllakik’, naspavati se ’kialussza magát’, naigrati se ’kimerülésig játszik’.

Befejezett szemléletű igét csak kivételesen használnak jelen idejű alakban egyszerű mondat vagy főmondat állítmányaként. Ilyen ige jelen idejű alakja mellékmondatban használatos, valójában a jövőre utalva: Oni traže da pročitam knjigu ’Ők azt kérik, hogy olvassam el a könyvet’, Ako pročitam knjigu, javiću vam ’Ha majd elolvastam a könyvet, közölni fogom önnel’.
Egyes igék ugyanabban az alakban lehetnek folyamatos vagy befejezett szemléletűek, pl. videti ’lát’: Pred sobom je video beskrajnu ravnicu ’Maga előtt végtelen síkságot látott’ (folyamatos), Obradovao se kad me je video ’Örvendett, amikor meglátott’ (befejezett). Ilyenek főleg idegen eredetű igék, mint organizovati ’szervez’, formirati ’alakít’ stb. Ezzel szemben az igék többsége folyamatos–befejezett párokat alkot. Befejezett párja folyamatos igének, illetve folyamatos párja befejezettnek különféle módszerekkel alakítható.
Olykor folyamatos ige azonos lexikális jelentésű befejezett párja keletkezik:
- a -nu- képző hozzáadásával: dremati ’bóbiskol’ → dremnuti ’elbóbiskol (egy pillanatra)’;
- magyar igekötőkkel analóg előképzők hozzáadásával:

- na-: pisati ’ír’ → napisati ’megír (vmit)’;
- o-: stariti → ostariti ’megöregszik’;
- od-: igrati ’játszik’ → odigrati ’lejátszik’ (például egy partit);
- po-: gledati ’néz’ → pogledati ’megnéz (vmit)’, ránéz (vmire);
- pro-: čitati ’olvas’ → pročitati ’elolvas (vmit)’;
- sa-: kriti ’dugdos (vmit)’ → sakriti ’eldug (vmit)’;
- u-: pitati ’kérdez’ → upitati ’megkérdez (vmit)’;
- za-: čuditi se ’csodálkozik’ → začuditi se ’elcsodálkozik (vmin)’.

Máskor az előképzővel alakított befejezett szemléletű igének többé-kevésbé eltérő a lexikális jelentése az alapigéjétől:
- pisati → dopisati ’odaír (vmit)’, prepisati ’átír, lemásol (vmit)’;
- seći ’vág’ → odseći ’levág (vmit)’.

Folyamatos szemléletű ige befejezett szemléletűből általában a következő módszerekkel alakul:
- az -ati, -iti vagy -eti főnévi igenévi végződések -avati, -ivati, illetve -evati végződésekre váltása: obećati ’megígér (vmit)’ → obećavati ’ígér’, prepisati ’átír, lemásol (vmit)’ → prepisivati ’írást másol’, uspeti → uspevati ’sikerül’;
- a -ja- szótag beékelése a főnévi igenév képzője elé: ustati ’felkel’ → ustajati;
- az i magánhangzó beékelése az igetőbe: ubrati → ubirati ’szed’;
- a tőbeli o magánhangzó a-ra váltása, ami a főnévi igenév képzője előtti magánhangzót is megváltoztatja: stvoriti ’megalkot (vmit)’ → stvarati ’alkot’.

Egyes igepárokban az igető különbözik, miközben az előképző(k) ugyanaz(ok):
- dolaziti ’jön’ – doći ’eljön’;
- nalaziti ’talál’ – naći ’megtalál, rátalál’;
- nadolaziti ’nő, duzzad’ – nadoći ’megnő, megduzzad’ (két előképzős);
- izlaziti – izaći ’kimegy’.

##### Igekategóriák
A szerb nyelvben a cselekvő igék analóg módon nyilvánulnak meg a magyar cselekvő igékkel. Vannak tárgyas cselekvő igék, pl. prati ’mos (vmit)’ és tárgyatlanok, pl. cvetati ’virágzik’.
A szenvedő igék alakja a biti ’lenni’ segédigéből, amely az igemódokat és az igeidőket fejezi ki, és a lexikális jelentést hordozó ige szenvedő melléknévi igenevéből alakul. A cselekvőt ritkán fejezik ki, többnyire akkor, ha élettelen, elöljáró nélküli eszközhatározói esetben: Grad je pogođen zemljotresom ’A várost földrengés sújtotta’ (szó szerint ’Város van sújtva földrengéssel’).
A visszaható névmással használt igék között meg lehet különböztetni több igefélét.
Egyesek esetében a visszaható névmás a tárgy, azaz magára a cselekvőre hat a cselekvés. Példa ilyen igére prati se ’mosakszik’.
Másoknak két vagy több cselekvője van, és cselekvésük egymásra hat. Ilyen a voleti se, amely jelentheti azt is, hogy ’szereti saját magát, és azt is, hogy ’szeretik egymást’.
Az úgynevezett mediális igék is a visszaható névmással használtak. Azt fejezik ki, hogy az alannyal jelölt szereplő nem szándékosan végzi a cselekvést, de az igealak mégis az alany valamiféle önállóságát sugallja. Ilyen a roditi se ’születik’ ige.
Egyes igék csak a visszaható névmással használatosak. Főleg érzelmeket (nadati se ’remél, reménykedik’), viselkedést (smejati se ’nevet’), az alanyon kívül más cselekvőt is megkívánó cselekvést (boriti se ’harcol’) fejeznek ki. Ide tartoznak a színeződést kifejező igék (beleti se ’fehéredik’), valamint a na- előképzős, a lehetséges korlátaiig vitt cselekvést kifejező igék (najesti se ’jóllakik’) is.
Az igék többsége úgy válhat személytelenné, hogy a visszaható névmással használják. Példák: Videlo se da je umoran ’Látszott rajta, hogy fáradt’, Priča se da je zaljubljen ’Azt mesélik, hogy szerelmes’. Különösebb esete az ilyen alakú személytelen igének a részes esetű határozós: Detetu se spava ’A gyerek álmos’ (szó szerint ’Gyereknek alussza magát’), Jedu mi se bombone ’Cukorkát ennék’ (szó szerint ’Esznek nekem magukat cukorkák’).
A személytelenül visszaható névmással használt tárgyas igéknek lehet szenvedő jelentésük is. Ez esetben jelen kell lennie alanyi funkcióval annak a főnévnek, amelyre a cselekvés hat: Ova knjiga se lako čita ’Ez a könyv könnyen olvasható’ (szó szerint ’Ez a könyv könnyen olvasódik’), Čarape se peru u mlakoj vodi ’A harisnyát langyos vízben mossák / kell mosni’ (szó szerint ’Harisnyák mosódnak langyos vízben’).

##### Igeragozás
A szerb igék ragozási osztályokba sorolása vitatott. Például Moldovan 1996 hetet tart számon, Jolić 1972 pedig nyolcat. Egyes osztályokon belül alosztályok is vannak, melyek olykor jelentősen különböznek egymástól, ezért egyes grammatikák, mint Klajn 2005, úgy tekintik, hogy nem lehet a szerb nyelvre vonatkozóan úgy beszélni igeragozási osztályokról, mint például az újlatin nyelvek tekintetében. Klajn a szabályos ragozású igéknek 29 típusát határozza meg a főnévi igenevük végződése és a kijelentő mód jelen idő egyes szám 1. személyű alakjuk szerint.
Példa szabályos ragozású igére a leggyakrabban használt igemódokban és igeidőkben:
| Mód/Igenév                 | Idő                        | Alak                                                         |
| -------------------------- | -------------------------- | ------------------------------------------------------------ |
| Főnévi igenév              | Főnévi igenév              | tresti ’rázni’                                               |
| Kijelentő mód              | jelen idő                  | tresem ’rázok’                                               |
| Kijelentő mód              | jelen idő                  | treseš                                                       |
| Kijelentő mód              | jelen idő                  | trese                                                        |
| Kijelentő mód              | jelen idő                  | tresemo                                                      |
| Kijelentő mód              | jelen idő                  | tresete                                                      |
| Kijelentő mód              | jelen idő                  | tresu                                                        |
| Kijelentő mód              | múlt idő                   | tresao, tresla, treslo sam ’ráztam’                          |
| Kijelentő mód              | múlt idő                   | tresao, -la, -lo si                                          |
| Kijelentő mód              | múlt idő                   | tresao, -la, -lo je                                          |
| Kijelentő mód              | múlt idő                   | tresli, -le, -la smo                                         |
| Kijelentő mód              | múlt idő                   | tresli, -le, -la ste                                         |
| Kijelentő mód              | múlt idő                   | tresli, -le, -la su                                          |
| Kijelentő mód              | 1. jövő idő                | trešću ’rázni fogok’                                         |
| Kijelentő mód              | 1. jövő idő                | trešćeš                                                      |
| Kijelentő mód              | 1. jövő idő                | trešće                                                       |
| Kijelentő mód              | 1. jövő idő                | trešćemo                                                     |
| Kijelentő mód              | 1. jövő idő                | trešćete                                                     |
| Kijelentő mód              | 1. jövő idő                | trešće                                                       |
| Feltételes mód             | Feltételes mód             | tresao, -la, -lo bih ’ráznék / ráztam volna’                 |
| Feltételes mód             | Feltételes mód             | tresao, -la, -lo bi                                          |
| Feltételes mód             | Feltételes mód             | tresao, -la, -lo bi                                          |
| Feltételes mód             | Feltételes mód             | tresli, -le, -la bismo                                       |
| Feltételes mód             | Feltételes mód             | tresli, -le, -la biste                                       |
| Feltételes mód             | Feltételes mód             | tresli, -le, -la bi                                          |
| Felszólító mód             | Felszólító mód             | tresi! ’rázz’!                                               |
| Felszólító mód             | Felszólító mód             | neka trese!                                                  |
| Felszólító mód             | Felszólító mód             | tresimo!                                                     |
| Felszólító mód             | Felszólító mód             | tresite!                                                     |
| Felszólító mód             | Felszólító mód             | neka tresu!                                                  |
| Határozói igenév           | jelen idő                  | tresući ’rázva’                                              |
| Határozói igenév           | múlt idő                   | potresavši vagy potresav ’megrázva’                          |
| Cselekvő melléknévi igenév | Cselekvő melléknévi igenév | tresao, -la, -lo, -li, -le, -la                              |
| Szenvedő mellékénvi igenév | Szenvedő mellékénvi igenév | tresen, tresena, treseno, treseni, tresene, tresena ’rázott’ |

Megjegyzések az igealakokról:
1. A biti ’lenni’ segédige rendhagyó. Kijelentő mód jelen időben budem stb. az alakja, amely befejezett szemléletű, folyamatos párjának pedig, ugyanabban az igemódban és igeidőben, más tővel, jesam stb.
2. A kijelentő mód múlt idő segédigéje a biti kijelentő mód jelen idő folyamatos igeszemléletű alakja, jesam, amelynek rövid, hangsúlytalan alakjai is vannak, azok amelyek a fenti táblázatban láthatók.
3. A visszaható igék kijelentő mód múlt idő egyes szám 3. személyű alakjában a je segédigét majdnem mindig kihagyják: On se rodio 1797. godine ’Ő 1797-ben született’.
4. Feltételes módban a biti segédige az aorist igealakban áll (lásd lentebb Kevésbé használt igealakok).
5. A biti segédigés igealakokban (kijelentő mód múlt idő és feltételes mód) a cselekvő melléknévi igenév nemben és számban egyezik az alannyal.
6. A jövő idő általában úgy alakul, hogy az igetőhöz a hteti ’akar’ segédige kijelentő mód jelen idejű rövid alakját adják hozzá: Pevaćeš ’Énekelni fogsz’, de külön szóval kifejezett alany jelenlétében a segédige leválik a lexikális jelentésű igéről, amely visszakapja a főnévi igenév képzőjét, a segédige pedig a főnévi igenév elé kerül: Ti ćeš pevati. ’Te énekelni fogsz / Te fogsz énekelni’.
7. Összetett alakokban a lexikális jelentésű igét ki lehet hagyni, amikor megismétlődne, főleg párbeszédben, amint az a magyarban a jövő idő esetében lehetséges. Példák:
– jövő időben: – Hoćeš li raditi sutra? – Neću. ’Fogsz-e dolgozni holnap? – Nem fogok.’;
– múlt időben: Ja nisam ništa pio te noći, ali moji drugovi jesu ’Én nem ittam semmit azon az éjszakán, de a barátaim igen’;
– feltételes módban: – Biste li hteli malo torte? – Hvala, ne bih. ’– Kér egy kis tortát? – Köszönöm, nem.’
8. A harmadik személynek szóló parancsot és tiltást a nek(a) ’hadd’ partikulával használt kijelentő mód jelen idejű alak fejezi ki: Neka uđe taj gospodin ’Jöjjön be az az úr!’
Az igealakok használatára vonatkozó megjegyzések:
1. A da (leggyakoribb jelentése ’hogy’) kötőszóval a múlt idejű alak a felszólító mód jelentésével is használatos, ennél erélyesebb parancsot vagy tiltást kifejezve: Smesta da si došao! ’Azonnal gyere ide!’, Da se nisi makao! ’Ne mozdulj!’
2. A nem parancsoló vagy tiltó jelentéssel használt magyar felszólító módnak a da ’hogy’ kötőszó + kijelentő mód jelen idejű alak felel meg: Hoću da pevaš ’Azt akarom, hogy énekelj’.
3. A felszólító módú alak egyik nem alapjelentésű használata múltbeli ismétlődő cselekvés kifejezése: Što bi zaradio, to bi odmah i potrošio… ’Amit keresett, azt azonnal el is költötte”.
4. A cselekvő melléknévi igenév általában a lexikális jelentésű ige alakja összetett igealakokban: múlt idő, feltételes mód stb. Ritkábban segédige nélkül is használják, például köszöntésekben (Dobro nam došli! ’Isten hozott titeket / hozta önöket!’) vagy átkokban: Đavo te odneo! ’Vigyen el az ördög!’
5. A két melléknévi igenév közül a szenvedő az, amelyet melléknévként is használnak. Az ige terén a szenvedő ige lexikális jelentését hordozza. Sajátossága a szerb nyelvben, hogy a szenvedő igenem biti segédigéje mindig jelen idejű alakban áll. Akkor van jelen idejű jelentése, amikor az ige állapotot fejez ki (Vrata su otvorena ’Az ajtó nyitva van’), és akkor múlt idejű jelentése, amikor cselekvést: Škola je otvorena 1932. godine ’Az iskolát 1932-ben nyitották meg’.
6. Jelen idejű határozói igeneve csak a folyamatos szemléletű igéknek van, múlt idejű pedig általában csak a befejezett szemléletűeknek. A jelen idejű az alany olyan állapotát vagy cselekvését fejezi ki, amely egyidejű az állítmány által kifejezettel (Sedeći na terasi, mogla je sve da vidi ’A teraszon ülve mindent láthatott’), a múlt idejű pedig az állítmányéhoz viszonyítva az alany előidejű cselekvését: Zauzeli su prvo mesto na tabeli pobedivši sve protivnike ’Az első helyet foglalták el a tabellán, miután legyőzték az összes ellenfelüket’.

Kevésbé használt igealakok:
- Az aorist-nak nevezett alak (tresoh ’ráztam’), amely újlatin nyelvekben az egyszerű múlt időnek felel meg, főleg az irodalmi elbeszélésben használatos a múltbeli befejezett cselekvések kifejezésére. A beszélt nyelvben ezt a befejezett szemléletű igék múltjával fejezik ki.
- Az imperfekt (tresijah ’ráztam’) az újlatin nyelvekbeli folyamatos múlt időnek felel meg. Csak az irodalmi nyelvben és némely rögzült mondatban (pl. Gde to beše? ’Hol volt ez’) használatos. Helyette a folyamatos szemléletű igék múltját használják.
- A pluskvamperfekt az újlatin nyelvekbeli régmúlt idő megfelelője. Kétféleképpen képződik: a biti segédige múlt idejű alakja + cselekvő melléknévi igenév, vagy a biti imperfekt-je + cselekvő melléknévi igenév: Već je bio ostario / bejaše ostario a oči ga nisu služile kao ranije ’Már megöregedett, és szeme nem szolgálta úgy, mint azelőtt’. A pluskvamperfekt előidejűséget fejez ki mellékmondatban más múltbeli cselekvéshez viszonyítva, de mára elavult, és a múlttal helyettesítik. A második változat még elavultabb, mint az első.
- A 2. jövő idő (futur drugi) a biti segédige befejezett szemléletű jelen idejéből és a lexikális jelentésű ige cselekvő melléknévi igenevéből tevődik össze. Mellékmondatokban használatos. A folyamatos szemléletű igéké egyidejűséget fejez ki 1. jövő idejű igével (Spremiću stan dok ti budeš spavao ’Takarítani fogok a lakásban, miközben te aludni fogsz’), a befejezett szemléletűeké pedig előidejűséget más, a jövőre utaló igéalakhoz viszonyítva: Uzmi ono što budeš našao ’Vedd el azt, amit meg fogsz találni’. Ettől kivételt képez a pre nego što kötőszó értékű szókapcsolat által bevezetett mondat állítmányát adó befejezett szemléletű igék 2. jövő ideje, amely utóidejűséget fejez ki más jövőbeli cselekvéssel szemben: Pre nego što budem pošla, javiću vam se ’Mielőtt elmennék, értesíteni foglak titeket / fogom önöket’.
- Feltételes mód múlt idő is létezik a szerb nyelvben. A biti ige feltételes módú alakjából és a lexikális jelentésű ige cselekvő melléknévi igenevéből alakul. A 21. századi nyelvben ritka, helyette is a jelen idejű alakot használják, és ennek múlt idejű jelentése a kontextusból derül ki. Például Bio bih došao da ste me zvali helyett azt mondják, hogy Došao bih da ste me zvali ’Eljöttem volna, ha hívtatok volna’.

##### Az ige tagadott alakja
Általában az igét az eléje helyezett ne partikula tagadja: ne tresem ’nem rázok’, ne bih tresao ’nem ráznék’.
A határozói igenévvel és a szenvedő melléknévi igenévvel a ne egyetlen szót alkot: netresući ’nem rázva’, netresen ’nem rázott’.
Az imati ’birtokol, van neki’, a hteti ’akar’ és a biti létige kijelentő mód jelen idejű alakjában a ne helyettesíti az ige első szótagját, biti esetében ni- alakban. Példák: imam – nemam ’nincs nekem’, hoću – neću ’nem akarok’, jesam – nisam ’nem vagyok’.
Jövő időben a segédige a tagadott, és a lexikális jelentésű ige elé kerül: pevaću – neću pevati ’nem fogok énekelni’.
Felszólító módban a tagadás háromféle szerkezettel valósul meg:
- A leggyakrabban, úgy folyamatos, mint befejezett szemléletű igékkel, két szerkezet használatos a nemoj segédigével:[67]

- Az egyikben a lexikális jelentésű ige főnévi igenevű alakja követi a segédigét: Nemoj / Nemojmo / Nemojte tresti! ’Ne rázz / rázzunk / rázzatok!’
- A másik szerkezet a da kötőszó + a lexikális jelentésű ige kijelentő mód jelen időben: Nemoj da treseš! / Nemojmo da tresemo! / Nemojte da tresete!

- A ne + a felszólító módban álló ige parancsoló alakja a folyamatos szemléletű igékkel használatos: Ne tresi! / Ne tresimo! / Ne tresite!

#### A határozószó
A szerb nyelvben vannak olyan határozószók, amelyek már eredetileg azok, mint például sad(a) ’most’ és tamo ’ott’, de a legtöbb más szófajokhoz tartozó szavakból származik, elsősorban melléknevekből:
- Legtöbbször határozószóként is használják rövid alakú melléknevek alanyeset egyes szám semlegesnemű alakját: brz avion ’gyors repülőgép’ → Avion brzo leti ’A gép gyorsan repül’. Ugyanígy lesz határozószó egyes igék szenvedő melléknévi igenevéből: preteran, -a, -o ’túlzott’ – preterano glasan ’túlságosan hangos’.
- Egyes -skī végződésű hosszú alakú melléknevek alanyeset egyes szám hímnemű alakja is válhat határozószóvá az ī lerövidítésével: lavovskī ’oroszlánra jellemző’ – Borio se lavovski ’Úgy harcolt, mint egy oroszlán’.

Egyes helyhatározószók távolsági fok szerinti hármas rendszereket alkotnak, mint a mutató névmások:
| Kérdés                   | A beszélőhöz közeli hely | A címzetthez közeli hely | A beszélőtől és a címzettől is távoli hely |
| ------------------------ | ------------------------ | ------------------------ | ------------------------------------------ |
| gde? ’hol?’              | ovde ’itt’               | tu ’itt/ott’             | (onde), tamo ’ott’                         |
| (kamo?), kud(a)? ’hova?’ | ovamo ’ide’              | tamo ’ide/oda’           | onamo ’oda’                                |
| kud(a)? ’merre?’         | ovuda ’erre’             | tuda ’erre/arra’         | onuda ’arra’                               |

A régebbi nyelvben ez a rendszer koherensebb volt, mivel az itt zárójelbe tett szókat használták. Ezeket más, a rendszerhez tartozó szók helyettesítik, amelyek az elavultak jelentését is felvették. Ezért a kud(a)? szónak két jelentése van (’hova’ és ’merre’), és a tamo szónak is: ’ide/oda’ és ’ott’.
Ugyancsak hármas rendszere van mód- és mennyiséghatározószóknak:
| kako? ’hogyan?’         | ovako ’így’ (mint a beszélőhöz közel)     | tako ’így/úgy’ (mint a címzetthez közel)       | onako ’úgy’ (mint a beszélőtől és a címzettől is távol)     |
| koliko? ’mennyi, hány?’ | ovoliko ’ennyi’ (mint a beszélőhöz közel) | toliko ’ennyi/annyi’ (mint a címzetthez közel) | onoliko ’annyi’ (mint a beszélőtől és a címzettől is távol) |

A tako és a toliko szókat akkor is használják, amikor nincs szó helyhez való viszonyról: Kako je želeo, tako mu se i dogodilo ’Ahogy akarta, úgy is esett meg vele’, Primera ima toliko, da ih je teško nabrojati ’Annyi példa van, hogy nehéz felsorolni’.
Egyes határozatlan hely-, idő- és módhatározószókat ugyanazokkal az előtagokkal képezik, mint a nekik megfelelő határozatlan névmásokat:
| gde? ’hol?’                   | kud(a)? ’hova?’                 | kad(a)? ’mikor?’        | kako? ’hogyan?’                   |
| ----------------------------- | ------------------------------- | ----------------------- | --------------------------------- |
| negde ’valahol’               | nekud(a) ’valahova’             | nekad(a) ’valamikor’    | nekako ’valahogy’                 |
| (svagde), svud(a) ’mindenütt’ | (svukuda), svud(a) ’mindenfelé’ | (svagda), uvek ’mindig’ | svakako ’minden esetre, akárhogy’ |
| nigde ’sehol’                 | nikud(a) ’sehova’               | nikad(a) ’soha’         | nikako ’sehogy’                   |
| igde ’valahol’                | ikuda(a) ’valahova’             | ikad(a) ’valamikor’     | ikako ’valahogy’                  |

Ezek közül a szók közül is egyesek elavultak (zárójelben), és mások helyettesítik. Ezért svud(a) jelentése ’mindenfelé’ és ’mindenütt’ is, ’mindig’ jelentéssel pedig a rendszeren kívüli uvek szó használatos.
Az i- előtagú szókat kérdő mondatokban és feltételes mellékmondatokban használják: Jesi li ga igde video? ’Láttad-e őt valahol?’, Da sam ikako mogao, došao bih ’Ha valahogy is tudtam volna, eljöttem volna’.
Összetett határozószók általában egy elöljáróból és egy határozószóból vagy más szófajhoz tartozó szóból keletkeznek:
- za ’-ért’ + malo ’kevés’ határozószó → zamalo ’majdhogynem’;
- s ’-ról/-ről’ + mesto ’hely’ főnév → smesta ’azonnal’;
- na ’-n’ + veliko ’nagy’ melléknév → naveliko ’nagyban’.

Így összetett szavakban egyes helyhatározószók alakja megváltozik: do ’-ig’ + gde ’hol’ → dokle ’ameddig’, od ’-tól/-től’ + ovde ’itt’ → odavde ’innen’ stb.
A mód-, a mennyiség- és egyes időhatározószók fokozhatóak. A középfokuk alakja azonos a megfelelő melléknevek középfokú alakjával semlegesnem alanyeset egyes számban, és a felsőfokuk ugyanazzal az előképzővel alakul: Példa: brzo ’gyorsan’ → brže ’gyorsabban’ → najbrže ’a leggyorsabban’. Néhány határozószónak más szó a középfokú megfelelője: dobro ’jól’ – bolje ’jobban’, mnogo ’sokat’ – više ’többet’, malo ’keveset’ – manje ’kevésbé’, loše ’rosszul’ – gore ’rosszabbul’.

#### Az elöljárószó
A szerb elöljárószók magyar esetragoknak, névutóknak és névutómellékneveknek felelnek meg. Vannak kizárólag elöljárókként használt szók (bez ’nélkül’, k(a) ’felé’, na ’-n’ stb.) és olyanok, amelyeknek csak mellékesen van elöljárói funkciójuk:
- határozószók, pl. posle: Posle smo otišli na večeru ’Azután elmentünk vacsorázni’ – Naći ćemo se posle časa ’Majd találkozunk az óra után’;
- alanyeset egyes számban álló főnevek: mesto ’hely’ – Uradiću to mesto tebe ’Megcsinálom ezt helyetted’;
- eszközhatározói eset egyes számban álló főnevek: pomoć ’segítség’ – Krug se crta pomoću šestara ’A kört körző segítségével rajzolják’.

Vannak összetett elöljárók is:
- két elöljáróból: iz ’-ból/-ből’ + među ’között’ → između ’között, közötti’;
- elöljáróból és főnévből: na ’-n’ + kraj ’vég’ → nakraj ’végén’.

Az elöljáró határozót vagy névszói jelzőt alkot névszói csoporttal együtt. A névszónak az elöljáró által megkövetelt esetben kell állnia. Ez nem lehet az alanyeset és a megszólító eset. A legtöbb elöljáró csak egyetlen esetű névszóval használható.
- a birtokos esettel: blizu ’közelében’, do ’-ig’, duž ’mentén’, ispod ’alatt, alól’, ispred ’előtt, elől’, iz ’-ból/-ből’, iza ’túl’, između ’között, közül’, iznad ’felett, felől’, kod ’-nál/-nél, mellett’, pored ’mellett’, posle ’után’ (időben), pre ’előtt’ (időben), protiv ’ellen’, radi ’céljából, érdekében, -ért’, umesto ’helyett’, usred ’közepén’, zbog ’miatt’;
- a részeshtározói esettel: k(a) ’felé’;
- a tárgyesettel: kroz ’keresztül’, niz(a) ’valami lefelé vezető irányában’, uz(a) ’mellett, közelében, valami felfelé vezető irányában, -val/-vel’; za ’-ért’;
- a határozói esettel: po ’szerint, megfelelően’, pri ’mellett, -kor’.

Más elöljárók két esettel, egyesek hárommal használhatók, jelentésüktől vagy a velük alkotott határozót alárendelő ige jellegétől függően:
| Elöljárószó | Eset | A használat egyéb feltételei                                | Példa                                                  |
| ----------- | ---- | ----------------------------------------------------------- | ------------------------------------------------------ |
| među        | T.   | hely felé való mozgást kifejező igével                      | ići među ljude ’emberek közé megy’                     |
| među        | E.   | nem mozgást vagy nem hely felé való mozgást kifejező igével | biti među ljudima ’emberek között van’                 |
| na          | T.   | hely felé való mozgást kifejező igével                      | postaviti na sto ’az asztalra tesz (vmit)’             |
| na          | H.   | nem mozgást vagy nem hely felé való mozgást kifejező igével | biti na stolu ’az asztalon van’                        |
| nad(a)      | T.   | hely felé való mozgást kifejező igével                      | uzdigati se nad more ’a tenger fölé emelkedik’         |
| nad(a)      | E.   | nem mozgást vagy nem hely felé való mozgást kifejező igével | nalaziti se nad morem ’a tenger fölött van’            |
| o           | T.   |                                                             | obesiti o nešto ’valamire akaszt’                      |
| o           | H.   |                                                             | govoriti o nečemu ’valamiről beszél’                   |
| pod(a)      | T.   | hely felé való mozgást kifejező igével                      | padati pod stolicu ’a szék alá esik’                   |
| pod(a)      | E.   | nem mozgást vagy nem hely felé való mozgást kifejező igével | ležati pod stolicom ’a szék alatt fekszik’             |
| pred(a)     | T.   | hely felé való mozgást kifejező igével                      | pozoviti pred kralja ’a király elé hív (vkit)’         |
| pred(a)     | E.   | nem mozgást vagy nem hely felé való mozgást kifejező igével | govoriti pred kraljem ’a király előtt beszél’ (térben) |
| s(a)        | B.   |                                                             | skočiti sa stola ’leugrik az asztalról’                |
| s(a)        | E.   | élőlényekkel                                                | s mužem ’a férjével’                                   |
| u           | T.   | hely felé való mozgást kifejező igével                      | ići u selo ’a faluba megy’                             |
| u           | H.   | nem mozgást vagy nem hely felé való mozgást kifejező igével | živeti u selu ’a faluban él’                           |
| u           | B.   |                                                             | u Branka Ćopića ’Branko Ćopićnál’ (azaz műveiben)      |
| za          | T.   |                                                             | za profesora ’a tanárért’, ’a tanár részére’           |
| za          | E.   |                                                             | za profesorom ’a tanár mögött/után/nyomában’           |
| za          | B.   |                                                             | za života ’egy egész életen át, (vki) egész életére’   |

Megjegyzés: Egyes elöljárószók esetében van a ~ ∅ váltakozás. Az a-t fonotaktikai okokból adják hozzá az elöljáróhoz, amikor a következő szó ugyanazzal a mássalhangzóval, hasonló típusú mássalhangzóval vagy mássalhangzó csoporttal kezdődik: s majkom ’az anyjával’, de sa sestrom ’a nővérével’; pred tobom ’előtted’, de preda mnom ’előttem’.

#### A kötőszó
Meg lehet különböztetni olyan szavakat, amelyek eredetileg is kötőszók (i ’és’, ili ’vagy’, ako ’ha’ stb.), és olyanokat, amelyek elsősorban határozószók, pl. kad(a)? ’mikor?’: Kad se vraćaš? ’Mikor térsz vissza?’ vs. Razgovaraćemo kad se budem vratio ’Majd beszélgetünk, amikor visszatérek’.
Vannak kötőszó értékű szókapcsolatok is, pl. kao da ’mintha’, zato što ’mert’, zbog toga što ’azon az oknál fogva, hogy’ stb.
Használatukra vonatkozó megjegyzések:
- Az a kötőszó általában a magyar ’pedig’-nek felel meg (Mališan recituje a njegova sestra peva ’A kisfiú szaval, a nővére pedig énekel’), de használják az i ’és’ jelentésével is, ha az őt követő mondatban van egy ’is’ jelentésű i vagy a ni ’sem’ kötőszó: Juče je padala kiša a i danas će ’Tegnap esett az eső, és ma is fog’, Juče nije padala kiša a ni danas neće ’Tegnap nem esett az eső, és ma sem fog’.
- Az a da szókapcsolat jelentése ’anélkül, hogy’: Prešao je granicu a da mu nisu tražili pasoš ’Átlépte a határt anélkül, hogy kérték volna az útlevelét’.
- A pa kötőszó jelentése közeli az ’és’-éhez. Használatos:

- sorban következő elem előtt: Operi prednje pa zadnje staklo ’Mosd meg a szélvédőt, majd a hátsó ablakot’;
- következmény kifejezésére: Radili su pa se umorili ’Dolgoztak és kifáradtak’;
- felsorolásban: Najbliži Suncu je Merkur, pa Venera, pa Zemlja… ’A legközelebbiek a Naphoz Merkúr, aztán Vénusz, aztán a Föld…’

- A što és ritkábban a da kötőszónak lehet a főmondatban utalószójuk, a to, amely közvetlenül előttük áll: To što voli da crta ne znači da će biti slikar ’Az, hogy szeret rajzolni, nem jelenti azt, hogy festő lesz’, Nije bilo reči o tome da se kandidati sami sebe predlažu ’Nem volt szó arról, hogy a jelöltek saját magukat javasolják’.
- A kao és a nego kötőszók egyedül mondatrészek előtt állnak. Mondatokat ezekkel és a što vagy a da szókkal alkotott szókapcsolatok vezetnek be:

Zaposlio se kao prodavac ’Eladóként vállalt munkát’ vs. Došao sam kao što sam obećao ’Eljöttem, amint megígértem’;
Imaš više sreće nego pameti ’Több szerencséd van, mint eszed’ vs. Platio si više nego što je trebalo ’Többet fizettél, mint amennyit kellett’, Bolje je da se vratimo nego da uzalud čekamo ’Jobb, ha visszamegyünk, mintsem hogy hiába várjunk’.

#### Módosítószók és partikulák
A szerb nyelvtanok nem különböztetik meg a módosítószókat a partikuláktól. Mindkét kategóriát a rečce terminussal illetik, amelynek fordítása „partikulák”. Ezeket úgy határozzák meg, mint olyan változatlan alakú szavakat, amelyek a beszélő attitűdjét fejezik ki a közlés tartalmával kapcsolatban. Általában jelentésük a kommunikáció konkrét körülményeitől függ. Például a samo szó a következőket fejezheti ki:
- figyelem felkeltését: Samo da znaš šta sam juče video! ’Figyelj csak, mit láttam tegnap!’
- figyelmeztetést, fenyegetést: Samo da mi dođi kasno! ’Gyere csak nekem későn!’
- óhajt: Samo da mi se on vrati! ’Bárcsak visszajönne hozzám!’

A leggyakoribb módosítószó/partikula-félék:
- pontosító: baš ’éppen’, i ’is’, upravo ’éppen’, taman ’éppen’. Példa mondatban: Baš meni se to moralo desiti! ’Éppen velem kellett megtörténnie!’
- modális: besumnje ’kétségkívül’, dakako ’persze’, jedva ’alig’, možda ’talán’, naprotiv ’ellenkezőleg’, nipošto ’semmiképpen’, sigurno ’biztosan’, uistinu ’valóban’, umalo ’majdnem’, valjda ’talán’, verovatno ’valószínűleg’, zaista ’igazán’. Mondatban: – Hoćeš li sutra doći? – Dakako da ću doći. ’– Eljössz holnap? – Persze, hogy eljövök.’; Ceo dan učiš, sigurno si umoran ’Egész nap tanulsz, biztosan fáradt vagy’; Umalo da zaboravim pasoš ’Majdnem elfelejtettem az útlevelemet’.
- mutató: evo, eto, eno ’íme’. Három távolsági fokot fejeznek ki, akárcsak a mutató névmások: – Gde su mi naočari? – Eto ih kraj tebe ’– Hol van a szemüvegem? – Ott van melletted’; Eno starica pred vratima ’Íme az öreg néni a kapu előtt’.
- kérdő:[69]

- A li és a da li partikulák eldöntendő kérdést fejeznek ki. Az első az állítmányt követi, a második a mondat elején áll: Mogu li da uđem? vagy Da li mogu da uđem? ’Bemehetek?’
- A li partikulát használják nem kötelezően kérdőszó után is, ennek kihangsúlyozására: Gde li sam ostavio ključeve? ’Vajon hol hagytam a kulcsokat?’
- A zar partikula kifejezhet:

– csodálkozást: Zar je već podne? ’Micsoda, már délután van?’;
– tagadó válasz várását, amikor a kérdés nem tagadott: Zar želiš da nastradaš? ’Meg akarsz halni, vagy mi?’;
– állító válasz várását, amikor a kérdés tagadott: Zar nisam lep? ’Hát nem vagyok szép?’
- felkiáltó: a, ala, ama, da, ma, ta. Mondatokban: Ala smo se lepo proveli! ’De szépen múlattuk az időt!’, Ama čoveče, slušaj me! ’Hallgass már meg, jóember!’,[70] Da si mi zdrav! ’Légy egészséges!’, Ma nemoj! ’Na ne!’,[70] Ta vi se šalite! ’Dehát maga viccel!’;[70]
- igenlő: da ’igen’, dabome ’persze’, dakako ’persze’: Da, doćiću ’Igen, eljövök’;
- tagadó: ne ’nem, ne’, ni ’sem’: Dolazi on, ali ne tako često ’Jön ő, de nem olyan gyakran’, Ni ja tu ništa ne mogu učiniti ’Ebben az esetben én sem tudok semmit tenni’;
- korlátozó: bar ’legalább’, jedino ’csak’, samo ’csak’: Samo ti možeš da mi pomogneš ’Csak te tudsz segíteni rajtam’;
- parancsoló: neka, već: Neka dođe on! ’Jöjjön ide ő!’ Prestani već s tim plakanjem! ’Hagyd már abba a sírást!’

A módosítószók/partikulák mondatszók is lehetnek párbeszédben. Ide sorolnak néhány több szóból álló tagolatlan mondatot is: Kako da ne!, Nego šta!, Nego kako! ’Dehogynem!’, ’Hogyne!’

### Mondattan
Ez a szakasz a szerb mondattani rendszer főbb jellegzetességeit mutatja be, az egyszerű mondat típusaira, a mondatrészekre, a szórendre és némely mellékmondatra vonatkozóan.

#### Az egyszerű mondat

##### Az egyszerű mondatok típusai
Kérdő mondat kijelentő mondatból alakítható kétféle szerkezettel, amelyek eldöntendő kérdéssé teszik a mondatot:
1. Az alany és az állítmány helye felcserélődik, amely esetben az egyszerű igealakú állítmány mögé vagy az összetett alakú segédigéje mögé a li partikula kerül. A segédige hangsúlyos alakja használatos: Spavaju li deca? ’Alszanak-e a gyerekek?’, Jesam li dobro uradio? ’Jól tettem-e?’, Hoće li brzo ozdraviti? ’Meg fog-e hamar gyógyúlni?’;
2. Az állító mondat elé a da li partikula kerül: Da li deca spavaju?, Da li sam dobro uradio?, Da li će brzo ozdraviti? Ha az állítmánynak hangsúlytalan személyes névmással kifejezett tárgya vagy határozója van, ez közvetlenül követi a kérdő partikulát: Da li ga poznaješ? ’Ismered-e?’

Tagadó mondat az állítmány elé tett ne partikulával keletkezik. Ez összeolvad az imati ’van neki’, a biti létige és a hteti ’akar’ kijelentő mód jelen idejű alakjaival (Lásd fentebb Az ige tagadott alakja). Összetett igealakokkal a hangsúlytalan segédige közvetlenül követi a ne-t. Példák: Lift ne radi ’A lift nem működik’, Ne biste dugo čekali ’Nem várnátok sokáig’.
Kérdő tagadó mondatot többnyire a li partikulával szerkesztenek: Ne biste li hteli malo torte? ’Nem kér egy kis tortát?’, Nismo li se već negde videli? ’Nem láttuk mi már egymást valahol?’
Ilyen típusú mondatban használják a zar partikulát is, amely azt fejezi ki, hogy tagadó válasz valószínűtlen lenne a kérdést feltevő szemében. Példák: Zar deca ne spavaju? ’Valóban nem alszanak a gyerekek?’, Zar juče nije padao sneg? ’Hát tegnap nem esett a hó?’
Felkiáltó mondat kapható kijelentő mondatból csupán ennek hanglejtése megváltoztatásával, de jellegzetes partikulák hozzáadásával is (példák fentebb a Módosítószók és partikulák szakaszban).

##### Mondatrészek
A névszóval kifejezett grammatikai alany alanyesetű, de van úgynevezett „logikai alany” is, amely más esetben áll:
- birtokos esetben, amikor az állítmány a biti vagy a létigeként használt imati: Biće velikih iznenađenja ’Lesznek nagy meglepetések’, Ima hrane za sve ’Van ennivaló mindenki számára’;
- részes esetben, amikor az állítmány személytelenül használt, érzést kifejező ige: Vojnicima je hladno ’A katonák fáznak’ (szó szerint ’Katonáknak van hideg’), Detetu se spava ’A gyerek álmos’ (szó szerint ’Gyereknek alussza magát’);
- tárgyesetben, névmás által kifejezve, amikor az állítmány a biti vagy más, szubjektív, többnyire negatív érzelmet kifejező ige: Sve nas je strah ’Mindannyian félünk’ (szó szerint ’Összes minket van félelem’), Sram neka ih bude! ’Szégyelljék magukat (ők)!’ (szó szerint ’Szégyen hogy őket legyen!’)

Az állítmány egyezik általában az alannyal személyben, számban és nemben. Ez utóbbiban az igei állítmány esetében a melléknévi igenév egyezik, akár szenvedő, akár cselekvő: Grad je pogođen zemljotresom (hímnem egyes szám) ’A várost földrengés sújtotta’, Ptice su letele ’Repültek a madarak’ (nőnem többes szám). Nincs viszont egyeztetés olyan bemutató szerkezetben, amelyben mutató névmás az alany, és biti kopulás névszói állítmány van. Ekkor a névmás mindig semleges nem alanyeset egyes számban marad: Ovo je moja ćerka ’Ez a lányom’.
A névszói állítmány névszói része általában alanyesetű, amikor a kopula a biti ige (Moj brat je inženjer ’Fivérem mérnök’), olykor pedig birtokos esetű, elöljáróval vagy anélkül: Narukvica je od srebra ’A karkötő ezustből van’, Deda je uvek bio dobre volje ’A nagyapa mindig jóakaratú volt’. Amikor melléknév fejezi ki, ez rövid, azaz határozatlan alakú, ha van ilyen alakja: Vaš predlog je zanimljiv ’Javaslatotok érdekes’.
Más kopulatív igékkel egy predikativ vagy predikativna dopuna (szó szerint ’állítmánykiegészítő’) nevű mondatrészt használnak. Ez többnyire alanyesetű [Zovem se Marija ’Marija a nevem’ (szó szerint ’Nevezem magam Marija’)], de állhat más esetben is:
- elöljárós vagy anélküli tárgyesetben: Smatraju me za grešnicu ’Bűnösnek tekintenek engem’, Poslednja odluka predstavlja izmenu propisa ’Az utóbbi határozat a szabályzat megváltoztatását jelenti’;
- eszközhatározói esetben: Odgovor mi se čini ispravnom ’A válasz helyesnek tűnik nekem’.

A tárgy általában elöljáró nélküli tárgyesetben áll, de birtokos esetű a következő esetekben:
- amikor határozatlan mennyiségét érti bele annak, amit megnevez: Kupiću hleba i vina ’Kenyeret és bort fogok venni’, Imate li vremena? ’Van-e időtök?’
- tagadott igének alárendelve: Ne vidim načina da se to uradi ’Nem látok módot arra, hogy ezt meg lehessen tenni’.

A határozók akármelyik esetben állhatnak, az alanyeseten és a megszólító eseten kívül:
- birtokos esetben:

- elöljáró nélkül: Više ga se ne plašim ’Többé nem félek tőle’;
- elöljáróval: Sve zavisi od rezultata ’Minden az eredménytől függ’;

- részes esetben: Verujte stručnjaku ’Higgyetek a szakembernek!’;
- elöljárós tárgyesetben: Nisam mislio na vas ’Nem gondoltam rátok’;
- eszközahatározói esetben:

- elöljáró nélkül: Vladao je ogromnim carstvom ’Óriási császárságon uralkodott’;
- elöljáróval: Nemojte žaliti za prošlošću ’Ne sajnáljátok a múltat!’

- határozói esetben: O čemu govoriš? ’Miről beszélsz?’

A főnévvel vagy névmással kifejezett helyhatározóval kapcsolatban megjegyzendő, hogy mikor teszik tárgyesetbe, és mikor határozói esetbe. Az első hely felé való mozgást kifejező igének alárendelt határozó esete, a második olyan igével használatos, amely nem mozgást vagy nem hely felé való mozgást fejez ki (lásd fentebb az Az elöljárószó szakaszt).
Azok a melléknevek, amelyeknek lehet határozójuk, megkövetelik, hogy ez utóbbi egy bizonyos esetben álljon. Például a željan ’kívánó’ melléknév határozójának elöljáró nélküli birtokos esetűnek kell lennie (željan promena ’változásokat kívánó’), umoran ’fáradt’ od elöljárós birtokos esetű határozót követel meg (umoran od napora ’erőfeszítéstől fáradt’), siguran ’biztos’ u elöljárós targyesetű határozóval jár (siguran u sebe ’magabiztos’), a középfokú mellékneveket az od elöljáró követi, amely a birtokos esettel használatos: skuplji od zlata ’drágább az aranynál’ stb.
A cselekvést megnevező főnevek főnévi vagy névmási jelzője az alábbi sajátosságokkal rendelkezik:
- Ha a főnév tárgyatlan igéből származik, jelzője ugyanabban az esetben áll, mint az illető ige határozója: izviniti se čitaocima ’bocsánatot kér az olvasóktól’ – izvinjenje čitaocima ’bocsánatkérés az olvasóktól’, pasti s krova ’leesik a tetőről’ – pad s krova ’esés a tetőről’.
- Ha a főnév tárgyas igéből képzett (tárgya elöljáró nélküli tárgyesetben áll), jelzője általában elöljáró nélküli birtokos esetű (uvoziti hranu ’élelmiszereket hoz be’ – uvoz hrane ’élelmiszerek behozatala’), olykor pedig valamely elöljárós más esetben: želeti promene ’változásokat kíván’ – želja za promenama ’változások kívánása’.

A privremeni atribut ’ideiglenes jelző’, predikatski atribut ’állítmányi jelző’ vagy aktuelni kvalifikativ ’aktuális minősítő’ nevű mondatrészt, amely a magyar grammatikákban állapothatározónak felel meg, rövid, azaz határozatlan alakú melléknév fejezi ki, ha van ilyen alakja: Otac se iscrplen srušio na ležaj ’Az apa holtfáradtan rogyott le a fekhelyre’ (rövid alakú melléknévvel), Naši su prvi stigli na cilj, a vaši poslednji ’A mieink elsőkként értek célba, a tieitek utolsókként’ (hosszú alakú melléknevekkel, mivel csak ilyenjük van).
Az apozitiv nevű mondatrészt is határozatlan melléknév adja. Klajn 2005 átmeneti mondatrésznek tekinti a privremeni atribut és az apozicija között. Szünetekkel és sajátos hanglejtéssel (írásban vesszőkkel) válik ki a szomszédos mondatrészek közül. Példák: Vlažna od kiše, zemlja se ugibala pod nogama ’Mivel nedves volt az esőtől, a föld besüppedt a lábak alatt’ (szó szerint ’Nedves az esőtől,…’), Moj kolega, iznenađen, nije stigao da reaguje ’Kollégám, meglepett lévén, nem tudott reagálni’ (szó szerint ’Kollégám, meglepett,…’).
Az apozicija ’értelmező’ nevű mondatrész alatt Klajn 2005 csak főnév által kifejezett mondatrészt ért, amely nem válik ki szünetekkel és sajátos hanglejtéssel. Ez általában egyezik nemben, számban és esetben azzal a főnévvel, amelyet értelmez [doktor Simić ’Simić doktor’ – s doktorom Simićem ’Simić doktorral’ (szó szerint ’doktorral Simić-csel’)], de egyes esetekben változatlan:
- a nőnemű személyek családneve, más szláv nyelvekkel ellentétben: doktorka Simić ’Simić doktornő’ – s doktorkom Simić ’Simić doktornővel’;
- egyes közületek elnevezése (ezeket idézőjelbe teszik): u hotelu ’Union’ ’az Union szállóban’;
- a kevésbé ismert földrajzi elnevezések: na reci Orinoko ’az Orinoco folyamon’ (vs. na reci Dunavu ’a Duna folyamon’ – egyeztetett értelmező).

##### A szórend
A szórend attól függ, hogy milyen szemantikai szerepe (topik vagy predikátum) van a mondat egyik vagy másik részének, és/vagy attól, hogy a beszélő kiemeli-e a mondat egyik-másik részét vagy sem.
Bár a szerb nyelvben a szórend elég szabad, mégis lényegében SVO-nyelv, azaz a szórend alany + állítmány + tárgy/határozó, az alábbi körülmények között:
1. A beszélgetőtársak már ismerik úgy az alanyt, mint a tárgyat/határozót, tehát nem forog fenn a topik és a predikátum kérdése.
2. Állító kijelentő mondatról van szó.
3. Az alanyt külön szó fejezi ki.
4. Az állítmány egyetlen szóból áll, mely ige.
5. A mondatban csak egy tárgy vagy határozó van, és ezt főnév vagy névmás fejezi ki.
6. A mondat semleges, azaz nincs kiemelve a mondat egyetlen része sem.
7. Prozódiai szempontból mindegyik mondatrész hangsúlyozott.

Példa: Dečaci vole košarku ’A fiúk szeretik a kosárlabdát’.
Ugyanaz a szórend, ha a fenti 2–7 feltételek mellett a fenti mondat a Šta rade dečaci? ’Mit csinálnak a fiúk?’ kérdésre válaszol, azaz a válaszban az alany topik, és az állítmány + tárgy predikátum. Megjegyzendő egyébként, hogy általában a topik megelőzi a predikátumot.
Más helyzetekben a szórend különbözhet.
A kiemelt állítmány helye
A fenti mondat állítmányát úgy lehet kiemelni, hogy a mondat végére teszik: Košarku dečaci vole ’A kosárlabdát a fiúk szeretik’ (például olyan tevékenységgel ellentétben, amit nem szeretnek). Ugyancsak kiemelés céljából, de más értelemben, az állítmány lehet az első helyen: Vole dečaci košarku ’Szeretik a fiúk a kosárlabdát’ (ellentmondva olyan címzettnek, aki az ellenkezőjét állítja).
Az alany helye
Az alanyt úgy emelik ki más lehetséges alannyal ellentétbe téve, hogy a mondat végére helyezik: Košarku vole dečaci ’A kosárlabdát a fiúk szeretik’ (például a lányokkal ellentétben, akik nem szeretik).
Predikátumként az alany az állítmány mögé kerül, akkor is, ha nincs kiemelve: Zvala te je neka žena ’Egy nő hívott (téged)’ [válasz egy lehetséges ’Ki hívott (engem)?’ kérdésre]. Ugyancsak az állítmány mögött van az alany idézet utáni közbevetett mondatban: – Jeste li žedni? – upita domaćica ’– Szomjasak vagytok-e? – kérdi a háziasszony’.
A tárgy és a határozók helye
Topikként a tárgy az állítmány előtt áll: Papire će pokupiti čistačica ’A papírokat majd össze fogja szedni a takarítónő’ (válasz egy lehetséges ’Mi lesz a papírokkal?’ kérdésre).
Ha az állítmánynak tárgya is és határozója is van, többnyire az utóbbiak közül a rövidebbik megelőzi a hosszabbikat, úgy értve, hogy szócsoportokról is lehet szó: Šaljem rukopis uredniku književne revije „Stvarnost” ’Elküldöm a kéziratot a Stvarnost irodalmi folyóirat szerkesztőjének’, Šaljem uredniku rukopis mog neobjavljenog romana ’Elküldöm a szerkesztőnek a még kiadatlan regényem kéziratát’.
Az elöljáró nélküli személyes névmással kifejezett tárgy vagy határozó állhat az állítmány előtt vagy mögött, akár kiemelt (hangsúlyos alakkal), akár nem (hangsúlytalan alakkal). Példák:
Ne vidim ga ’Nem látom’;
Ne vidim njega ’Nem látom őt’;
Ja ga ne vidim ’(Én) nem látom’;
Ja njega ne vidim ’(Én) őt nem látom’.
Az ilyenféle tárgy vagy határozó állhat a mondat elején, hangsúlyos alakjában, és így kiemelt: Meni su ništa rekli ’Nekem nem mondtak semmit’.
A határozószóval kifejezett határozó általában az előtt az ige vagy melléknév előtt áll, amelyet meghatároz: On mnogo zarađuje ’Ő sokat keres’, Emisija je vrlo zanimljiva ’A műsor nagyon érdekes’. Tagadó mondatban viszont gyakran helyezik az ige mögé (On ne zarađuje mnogo ’Ő nem keres sokat’), de állhat előtte is: On mnogo ne zarađuje ’Ő nem sokat keres’ (szó szerint ’Ő sokat nem keres’). Li partikulás kérdő mondatban kötelezően áll az állítmány mögött (Zarađuje li on mnogo? ’Sokat keres-e?’), viszont da li partikulással az ige előtt marad: Da li on mnogo zarađuje?
A főnévvel vagy főnévcsoporttal kifejezett határozó, ha nincs kiemelve, általában az előtt az ige mögött áll, amelyet meghatároz (Viđamo se svakog dana ’Látjuk egymást minden nap’), de kiemelés céljából az ige előtt: Svakog dana se viđamo ’Minden nap látjuk egymást’.
A determinánsi funkciójú névmások helye
Az ilyen determinánsok helye szabályszerűen a szócsoport főneve előtt van. Csak a birtokos determináns áll a főnév mögött, és csak akkor, ha ez megszólító esetben áll: Slušaj, prijatelju moj! ’Hallgass ide, barátom!’ Ha a főnévnek több determinánsa van, hozzá a legközelebb a birtokos determináns áll, ez előtt a mutató, a kérdő vagy a határozatlan, ezek előtt pedig a sav vagy a ceo (mindkettő jelentése ’egész’) szavak. Példák: ovo tvoje delo ’ez a te ügyed’, O kakvoj mojoj grešci govoriš? ’Melyik hibámról beszélsz?’, ceo taj njihov program ’ez az ők egész programja’.
A jelző helye
A melléknévi jelző általában a jelzett főnév előtt áll (žuti cvet ’sárga virág’), de mögötte is állhat, amikor határozója van: od starosti žuta knjiga vagy knjiga žuta od starosti ’a régisége miatt sárga könyv’. Kötelezően áll a történelmi személyiségek neve mögött: Katarina Velika ’Nagy Katalin’. Egy főnévnek több melléknévi jelzője is lehet, mind előtte. Ilyen szócsoportban a határozatlan melléknév megelőzi a határozottat, a minősítő a viszonyítót, a szűkebb jelentésű pedig a tágabb jelentésűt: moderan italijanski školski brod ’modern olasz tanhajó’, poznata beogradska operska pevačica ’ismert belgrádi operaénekesnő’.
A sorszámnévvel kifejezett jelző szabályszerűen a főnév előtt áll, mint a melléknévi jelzők általában (peti razred ’ötödik osztály’), viszont az ilyen jelző is a történelmi személyiségek neve mögött áll: Petar Prvi ’Első Péter’. Ha ezen kívül a főnévnek van még egy melléknévi jelzője, a számnévnek ez előtt van a helye: treći svetski rat ’a harmadik világháború’.
A névszói állítmány névszói részét képező szócsoportban a melléknévi jelző, ha nincs kiemelve, akkor a kopula mögött áll: Kinezi su čudni ljudi ’A kínaiak furcsa emberek’. Kiemelése céljából az ilyen jelzőt a mondat elejére helyezik: Čudni su ljudi ti Kinezi ’Furcsa emberek ezek a kínaiak’.
A főnévi jelző a jelzett főnév mögött áll: čovek proverenog ukusa ’bizonyított jó ízlésű ember’.
A simulószók helye
Az enklitikumok (a hangsúlytalan névmások, a hangsúlytalan segédigék és a li kérdő partikula) nem állhatnak mondat elején.
Az enklitikus segédigéknek és tárgyi vagy határozói funkciójú személyes névmásoknak több helyük is lehet.
Példák névmásra:
- az alany szócsoportja mögött: Ova neostvarena čežnja mu pruža inspiraciju za nove pokušaje ’Ez a meg nem valósult kívánság újabb kísérletekre ad neki ihletet’;
- az alany szócsoportjának első tagja mögött: Ova mu neostvarena čežnja pruža inspiraciju za nove pokušaje;
- az állítmány mögött: Ova neostvarena čežnja pruža mu inspiraciju za nove pokušaje.

Példák segédigére:
- az első határozó mögött: Zbog nepažnje je u vašim vozilima često dolazilo do požara ’Figyelmetlenség miatt járműveitekben gyakran fordult elő tűzeset’;
- a második határozó szócsoportjának első tagja mögött: Zbog nepažnje, u vašim je vozilima često dolazilo do požara;
- a második határozó szócsoportja mögött: Zbog nepažnje, u vašim vozilima je često dolazilo do požara;
- a harmadik határozó mögött: Zbog nepažnje, u vašim vozilima često je dolazilo do požara.

Azon kívül, hogy nem állhat a mondat elején, az enklitikum helyének más korlátozásai is vannak:
- Nem állhat az állítmány mögötti hely után.
- Nem követhet szünetet.
- Ha a mondatban van vonatkozó névmás vagy kérdő szó, az enklitikum közvetlenül ez után áll. Példák:

Srušili su spomenik koji je puna dva veka bio simbol ovog grada ’Ledöntötték azt a műemléket, amely két egész évszázadon át volt e város jelképe’;
Ko će pod ovim uslovima želeti da putuje? ’Ki kíván majd ilyen körülmények között utazni?’;
Hoću da znam zašto me niko nije obavestio šta se događa ’Tudni akarom, miért nem értesített senki arról, ami történik’.
- Az enklitikum mondatot bevezető kötőszó mögött áll, hacsak ez utóbbi nem i ’és’, a ’pedig’ vagy ni ’sem’: Raspisali smo konkurs, ali se niko nije javio ’Pályázatot hirdettünk, de senki sem jelentkezett’.

Egy mondatban két, három vagy négy enklitikum is lehet egymás mögött. Amikor négy van, ezek a li partikula, egy segédige és két különböző esetben álló névmás: Ne znam da li sam joj se dopao ’Nem tudom, tetszettem-e neki’.
Az enklitikumok sorrendjét az alábbiak szabályozzák:
1. A li partikula megelőzi a többi enklitikumot: Gde li su moje naočare? ’Hol van a szemüvegem?’
2. Az enklitikus segédigék, kivéve a je-t, a névmások előtt állnak: Da li sam ih ja upoznao? ’Megismerkedtem-e én velük?’
3. A je segédige és az őt helyettesítő se visszaható névmás a többi névmás mögött áll: Videla me je ’Látott engem’, Predstava im se dopala ’Az előadás tetszett nekik’.
4. Az enklitikus névmások sorrendje a következő:

– a részes esetű + a birtokos esetű : Ima kolača, daću ti ih malo ’Vannak sütemények; majd adok neked egy kicsit (belőlük)’;
– a részes esetű + a tárgyesetű: To su Markove knjige, on ti ih poklanja ’Ezek Marko könyvei; neked ajándékozza (őket)’;
– a birtokos esetű + a tárgyesetű: Ne želim to imanje, davno sam ga se odrekao ’Nem kívánom ezt a tulajdont; már rég lemondtam róla’.
A proklitikumok állhatnak a mondat elején:
- elöljáró: Na stolu ima knjiga ’Az asztalon van egy könyv’;[73]
- kötőszó: Da Slavko uzima kruške ’Slavko vegyen körtét’;[74]
- partikula: Da nisi bolesna? ’Csak nem vagy beteg?’[75]

##### Mellékmondatok
A közvetett kérdést képező tárgyi mellékmondatot ugyanaz a kérdőszó vezeti be, mint az, amely a megfelelő közvetlen kérdés elején áll, belleértve az eldöntendő kérdést is: Da li ima deterdženta? ’Van-e mosószer?’ – Pitaću prodavca da li ima deterdženta ’Meg fogom kérdezni az eladótól, hogy van-e mosószer’.
A módhatározói mellékmondattal kapcsolatban megjegyzendő, hogy:
- A kao što ’úgy…, ahogy’ és a kao da ’mintha’ kötőszókkal bevezetett mellékmondatok különböznek az állítmányuk cselekvésének jellegét illetően, de nem az igealak tekintetében:

Vrata treba montirati kao što je označeno na crtežu ’Az ajtót úgy kell összeszerelni, ahogy az a rajzon van előírva’ – valós cselekvés, kijelentő módú állítmány vs.
Opominje me da pada kiša, kao da ja to ne znam ’Emlékeztet arra, hogy esik az eső, mintha én nem tudnám’ – nem valós cselekvés, de ugyancsak kijelentő módú állítmány.
- A főmondat és a mellékmondat cselekvései közötti arányosságot többféle szerkezettel lehet kifejezni:

– megfelelő, egymásra utaló szavak a két mondatban és a što kötőszó a mellékmondat bevezetőjeként: Što ih više opominješ, deca te sve manje slušaju ’Minél inkább szidod a gyerekeket, annál inkább nem hallgatnak rád’;
– egymásra utaló to a főmondatban és što a mellékmondatban: Što je metal topliji, to je mekši ’Minél melegebb a fém, annál puhább’;
– egymásra utaló utoliko a főmondatban és ukoliko a mellékmondatban: Ukoliko je metal topliji, utoliko je mekši.
A célhatározói mellékmondatnak több szerkezete lehetséges:
- a da kötőszóval és kijelentő mód jelen idejű állítmánnyal: Odvezi kola mehaničaru da ih pogleda ’Vidd a kocsit szerelőhöz, hogy nézze meg’;
- a da kötőszóval és feltételes módú állítmánnyal: Da bi situacija bila jasnija, poslužićemo se crtežom ’Hogy a helyzet világosabb legyen, rajzhoz fogunk folyamodni’;
- a kako kötőszóval és feltételes módú állítmánnyal: Ostao sam u hotelu kako bih dovršio pismo ’A szállodában maradtam, hogy befejezzem a levelet’;
- tagadó alakú, de nem tagadó jelentésű feltételes módú állítmánnyal, és a li partikulával: On zapali šibicu ne bi li malo ogrejao promrzle prste ’Gyufát gyújt, hogy legalább egy kicsit megmelegítse megfagyott ujjait’.

A megengedő mellékmondattal kapcsolatban megemlítendő a makar kötőszós szerkezet, amelyben az állítmány a cselekvő melléknévi igenév alakjában jelenik meg: Neću popustiti makar poginuo ’Nem fogok engedni, ha belehalok is’, Makar (i) ništa ne našli, dobro je da ispitamo teren ’Jó lesz átkutatni a terepet, ha nem is találunk semmit’.
A feltételes mellékmondat
Jelen- vagy jövőbeli lehetőség kifejezhető magyar szerkezettel analóg módon: Ako lampica svetli, mašina je ispravna ’Ha a jelzőlámpa világít, a gép rendben van’, Ukoliko se lampica ugasi, zovite me ’Amennyiben a jelzőlámpa kialszik, hívjanak’. Van az utóbbival azonos jelentésű más szerkezet is, a li partikulával: Ugasi li se lampica, zovite me.
Olyan a jelenben vagy a jövőben teljesülhető feltétel kifejezésére, amelytől függ egy cselekvés megvalósulása, megvan, mint a magyarban, a feltételes módú állítmányos mellékmondat. A kötőszó lehet ako ’ha’, ukoliko ’amennyiben’ vagy kad(a) (alapjelentése ’mikor’): Kad / Ako / Ukoliko bi bilo kiše do kraja meseca, usevi bi se mogli spasti ’Ha / Amennyiben lenne eső a hónap végéig, meg lehetne menteni a vetést’. Ha a feltétel teljesíthetetlen, a kad(a) kötőszó és feltételes módú állítmány, vagy a da kötőszó és kijelentő mód jelen idejű állítmány használatos: Kad bih bio / Da sam deset godina mlađi, predložio bih joj brak ’Ha tíz évvel fiatalabb lennék, megkérném a kezét’.
A múltban nem teljesített feltételt a da kötőszóval és kijelentő mód múlt idejű állítmánnyal fejezik ki: Da sam odgovorio i na deseto pitanje, zaradio bih milion dinara ’Ha a tizedik kérdésre is válaszoltam volna, egy millió dinárt nyertem volna’.

##### Mondattal vs. főnévi igenévvel kifejezett alárendelt cselekvés
A személytelen trebati ’kell’ igének alárendelt cselekvést főnévi igenévvel fejezik ki, amennyiben a cselekvő nincs meghatározva: Treba sačekati ’Várni kell’. Ha viszont a cselekvő meg van határozva, őt a da kötőszóval bevezetett alanyi mellékmondat alanya fejezi ki, az állítmánya pedig kijelentő mód jelen idejű: Treba da sačekamo ’Várnunk kell’.
Amikor egy mondatban két cselekvés van kifejezve, melyek közül az egyik alárendeltje a másiknak, és mindkettőnek ugyanaz a cselekvője, a szerb nyelv a da kötőszós tárgyi mellékmondtatot preferálja az alárendelt cselekvés kifejezésére, a horvát és más szláv nyelvekkel ellentétben, amelyek ehelyett a főnévi igenévvel kifejezett tárgyat preferálják: Marija želi da piše ’Marija írni kíván’.

## Szókészlet
Browne 2004 szerint e munka megjelenéséig nem voltak tulajdonképpeni statisztikák a szerb szókészlet összetételéről. Annyi említhető meg, hogy iskolás gyerekek írásai alapján 1983-ban végzett kutatásból az tűnik ki, hogy ezekben az írásokban a leggyakrabban használt 100 szó közül 97 örökölt szláv eredetű szó, kettő bizonytalan eredetű, a gyerekek nyelvezetéhez tartozó szó, és egy jövevényszó.

### Örökölt szavak
A szerb nyelvben megtalálhatók mindenféle területhez tartozó ősszláv szavak: mati ’anya’, kći ’vki leánya’, sin ’vki fia’, noga ’láb’, nos ’orr’, nokat ’köröm’, vuk ’farkas’, zec ’nyúl’, miš ’egér’, jež ’sündisznó’, zima ’tél’, sneg ’hó’ stb.
Egyes örökölt szavak csak a szerbben és a horvátban maradtak fenn: jer ’mert’, proleće ’tavasz’, raditi ’dolgozik’, kiša ’eső’, baciti ’dob’ (ige), tražiti ’keres’. Mások megvannak más szláv nyelvekben is, de a szerbben és a horvátban más jelentésük lett: voleti ’szeret’ (←  ’preferál’), jak ’erős’ (←  ’miféle’), posao ’dolog, ügy’ [←  ’küldött (személy)’], čuvati ’őriz’ (←  ’érzékel’), vrlo ’nagyon’ (←  ’erényesen’).

### Szóalkotás
A szerb nyelvben a leggyakrabban utóképzővel történik a szóalkotás. Ennél kevésbé gyakori az előképzővel való és a szóösszetétel, a legritkábban alkalmazott módszer pedig a szófajváltás.

#### Szóképzés
Utóképző vagy/és előképző hozzáadásával, avagy utóképző elvonásával az alapszó szócsaládjához tartozó szavak keletkeznek.

##### Utóképzők
Utóképző hozzáadásával vagy kicserélésével alkotható:
- főnév:

- igéből:

– cselekvésnév: čitati ’olvas’ → čitanje ’olvasás’, odlaziti ’elmegy’ → odlazak ’elmenetel’, mrzeti ’gyűlöl’ → mržnja ’gyűlölet’, događati se ’történik’ → događaj ’esemény’, ženiti se ’nősül’ → ženidba ’nősülés’;
– cselekvőnév: pisati ’ír’ → pisac ’író’, pevati ’énekel’ → pevač ’énekes’, kuvati ’főz’ → kuvar ’szakács’;
- melléknévből: star ’öreg, régi’ → starost ’öregség, régiség’, hladan ’hideg’ → hladnoća ’hideg’, dobar ’jó’ → dobrota ’jóság’, brz ’gyors’ → brzina ’gyorsaság, sebesség’;
- más főnévből:

– elvont főnév: prijatelj ’barát’ → prijateljstvo ’barátság’;
– cselekvőnév: zid ’fal’ → zidar ’kőműves’, put ’út’ → putnik ’utas’;
– lakosnév: Beograd ’Belgrád → Beograđanin ’belgrádi’, Danija ’Dánia’ → Danac ’dán’;
– nőnemű főnév: lav ’oroszlán’ → lavica ’nőstény oroszlán’, bog ’isten’ → boginja ’istennő’, Srbin ’szerb (férfi)’ → Srpkinja ’szerb nő ’ (képző helyettesítése);
– kicsinyített főnév: brod ’hajó’ → brodić ’hajócska’, šuma ’erdő’ → šumica ’erdőcske’;
– nagyobbított főnév: komad ’darab’ → komadina ’nagy darab’, mačka ’macska’ → mačketina ’nagy macska’, glava ’fej’ → glavurda ’nagy fej’;
- melléknév:

- főnévből: zemlja ’föld’ → zemljan (határozatlan alak), zemljani (határozott alak) ’földből való’; drvo ’lemn’ → drven(i) ’fából való’, more ’tenger’ → morski ’tengeri, tengerészeti’, junak ’hős’ → junački ’hősies’, pas ’kutya’ → pasji ’kutya-’ (pl. pasji život ’kutyaélet’), dete ’gyerek’ → detetov ’gyerek vkije/vmije’;
- igéből: govoriti ’beszél’ → govorljiv ’beszédes, bőbeszédű’, pisati ’ír’ → pisaći ’író-’ (pl. pisaći sto ’íróasztal’), odgovarati ’megfelel’ → odgovarajući ’megfelelő’;
- határozószóból: danas ’ma’ → današnji ’mai’;

- ige:

- főnévből: cvet ’virág’ → cvetati ’virágzik’, boja ’szín’ → bojiti ’színez’, rat ’háború’ → ratovati se ’háborúzik’;
- más szerb igéből: gurati ’tol’ → gurkati ’tologat’, kašljati ’köhög’ → kašljucati ’köhécsel’ piti ’iszik’ → pijuckati ’iszogat’, pisati ’ír’ → piskarati ’értéktelen irományokat ír’;
- idegen igéből: fotografisati ’fényképez’, programirati ’programoz’.

Példa utóképzőkkel alkotott szócsaládra, melynek alapja a noć ’éjszaka’ szó, beleértve egy, már képzettből tovább képzett szót is:
- noćište ’éjszakázásra való hely’
- noćenje ’éjszakázás, éjszaka eltöltése’
- noćni, -na, -no ’éjszakai’
- noćiti ’éjszakázik’
- noću ’éjszaka, éjnek idején’ (határozószó)
- noćas ’a múlt éjjel’ (határozószó):

- → noćašnji ’a múlt éjjeli’

##### Elvonás
Jellemző a szerb nyelvre főnevek alakítása igékből való elvonással. Példák: odmoriti se ’pihen’ → odmor ’pihenés’, plakati ’sír’ → plač ’sírás’, prepisati ’átír, lemásol’ → prepis ’másolat’, rasti ’nő, növekedik’ → rast ’növés, növekedés’.

##### Előképzők
Az ige esetében az előképzővel történő szóalkotás lehet:
- csupán grammatikai, amikor az előképző nem változtatja meg az ige lexikális jelentését, csak a szemléletét;
- részben grammatikai, részben lexikális (lásd fentebb Igeszemlélet);
- csak lexikális.

Más szófajok esetében az előképző csak lexikális funkciójú, beleértve azt is, hogy nem okoz szófajváltást.
A legtöbb előképző elöljáróból származik, és vannak hangtani változataik is attól függően, hogy milyen hangzóval kezdődik az alapszó. Előképzővel alkotható:
- főnév: vlasnik ’tulajdonos’ → suvlasnik ’tulajdonostárs’, naslov ’cím’ → podnaslov ’alcím’, biskup ’püspök’ → nadbiskup ’érsek’, znanje ’tudás’ → neznanje ’nemtudás’, straža ’őrség’ → predstraža ’előőrs’, napad ’támadás’ → protivnapad ’ellentámadás’;
- melléknév:

- kicsinyített: gluv ’süket’ → nagluv ’kissé süket’, velik ’nagy’ → povelik ’elég nagy’, glup ’buta’ → priglup ’kissé buta’, ćelav ’kopasz’ → proćelav ’kissé kopasz’;
- nagyobbított: velik ’nagy’ → prevelik ’túl nagy’;
- tagadott: zdrav ’egészséges’ → nezdrav ’egészségtelen’;
- másféle: poslednji ’utolsó’ → pretposlednji ’utolsó előtti’ (a pred- [d]-jét a [p] zöngétleníti);

- névmás: ko ’ki’ → neko ’valaki’, niko ’senki’ (láss több példát a Határozatlan névmások és determinánsok szakaszban);
- ige: baciti ’dob’ → izbaciti ’kidob’, vezati ’köt’ → odvezati ’kiköt’, kriti ’eldug’ → pokriti ’takar’, živeti ’él’ → preživeti ’túlél’, osetiti ’érez’ → predosetiti ’előérzete van’, pasti ’esik’ → upasti ’beesik’;
- határozószó: malo ’keveset’ → pomalo ’kevéskét’, retko ’ritkán’ → neretko ’nem ritkán’, mnogo ’sokat’ → premnogo ’túl sokat’.

##### Elő- és utóképzővel való szóalkotás
Ezzel a módszerrel egyidőben illesztenek elő- és utóképzőt a alapszóhoz. Példák:
- főnévből főnév: do- ’-ig’ + koleno ’térd’ + -ica → dokolenica ’térdharisnya’;
- főnévből melléknév: bez- ’nélkül’ + kraj ’vég’ + -an → beskrajan ’végtelen’;
- főnévből ige: u- ’-ba(n)/-be(n)’ + običaj ’szokás’ + -iti → uobičajiti se ’szokásba megy, megszokottá válik’;
- melléknévből ige: o- + zdrav ’egészséges’ + -iti → ozdraviti ’meggyógyul, meggyógyít’.

#### Szóösszetétel
Többnyire az összetett szó tagjait magánhangzó köti össze, gyakrabban az -o- (riba ’hal’ + lov ’vadászat’ → ribolov ’halászat’), ritkábban az -e-: oči ’szemek’ + vidan ’látható’ → očevidan ’szemmellátható, nyilvánvaló’. Máskor a két tag közvetlenül tapad egymáshoz. Ez esetben gyakrabban fordul elő, hogy az első magánhangzóra végződik (sto ’száz’ + noga ’láb’ → stonoga ’százlábú’), és ritkábban, hogy mássalhangzóra: jedan ’egy’ + put ’út’ → jedanput ’egyszer’.
Az összetett tagok lehetnek többé vagy kevésbé összeolvadtak. Az előbbieken egyetlen hangsúly van, és egybeírják őket, például kućèvlasnik ’háztulajdonos’. Az utóbbiakban mindegyik tag megtartja hangsúlyát, és ezeket kötőjellel írják: spȍmēn-plȍča ’emléktábla’, kulturno-umetnički ’kulturális és művészeti’.
Az összetett szó alkotóelemei lehetnek:
- elöljáró + elöljáró: iz ’-ból/-ből’ + među ’között’ → između ’között, közül’;
- elöljáró + főnév: u ’-ba(n)/-be(n)’ + mesto ’hely’ → umesto ’helyett’;
- elöljáró + határozószó: za ’-ért’ + malo ’keveset’ → zamalo ’majdhogynem’;
- főnév + főnév: grad ’város’ + načelnik ’főnök’ → gradonačelnik ’polgármester’ (városé);
- főnév + ige: dan ’nap’ + gubiti ’veszít’ → dangubiti ’lopja a napot’;
- főnév + melléknév: krv ’vér’ + žedan ’szomjas’ → krvožedan ’vérszomjas’;
- határozószó + határozószó: manje ’kevesebbet’ + više ’többet’ → manje-više ’többé-kevésbé’;
- határozószó + ige: zlo ’rossz’ + upotrebiti ’használ’ → zloupotrebiti ’visszaél (vmivel)’;
- határozószó + melléknév: tako ’úgy’ + zvani ’nevezett’ → takozvani ’úgynevezett’;
- ige + főnév: paliti ’gyújt’ + kuća ’ház’ → palikuća ’gyújtogató’;
- melléknév + melléknév: gluv ’süket’ + nem ’néma’ → gluvonem ’süketnéma’;
- számnév + főnév: dva ’kettő’ + broj ’szám’ → dvobroj ’két szám egyben’ (folyóirat);
- számnév + számnév: dva ’kettő’ + deset ’tíz’ → dvadeset ’húsz’.

#### Szóösszetétellel egybekötött képzés
Ezzel a módszerrel szóösszetétel és utóképző-hozzáadás történik egyidőben. A szó alapja, a képzőn kívül, lehet:
- főnév és igető: krvopija (← krv ’vér’ + piti ’iszik’ + -a) ’vámpír’;
- határozószó és főnév: malokrvan (←  malo ’keveset’ + krv ’vér’ + -an) ’vérszegény’;
- határozószó és igető: krivokletnik (←  krivo ’ferdén’ + kleti se ’esküszik (vmire)’ + -nik) ’hazugan esküdő’;
- melléknév és főnév: malograđanin (←  mali ’kis’ + grad ’város’ + -anin) ’kispolgár, vidéki ember’;
- névmás és főnév: ovozemaljski (←  ova ’ez’ + zemlja ’föld’ + -ski) ’evilági’;
- számnév és főnév: jednosmeran (←  jedan ’egy’ + smer ’irány’ + -an) ’egyirányú’.

Ehhez a szóalkotási módszerhez tartoznak összetett szó + nulla utóképző típusúak is, azaz a szón elvonás ment végbe. Példák:
- főnév + igető: kiša ’eső’ + braniti ’véd’ → kišobran ’esernyő’;
- határozószó + igető: pravo ’helyesen’ + pisati ’ír’ → pravopis ’helyesírás’;
- melléknév + főnév töve: sed ’szürke’ + kosa ’haj’ → sedokos ’ősz hajú’.

#### Szófajváltás
Szófajváltással például főnevek keletkeznek melléknevekből. Többségüket úgy ragozzák, mint az eredeti melléknevet.
A személyt megnevező melléknévből származó köznevek megtartják a melléknév hím- és nőnemű alakját, például dragi, -a ’kedves’, de az ugyanilyen eredetű családneveket nem egyeztetik nőnemben. Ilyenek például Crnjanski, Rački, Markov stb.
Az elvont fogalmat megnevező ilyen főnevek megtartják a melléknév semlegesnemű alakját: dobro ’a jó’, zlo ’a rossz’.
Jelentéstapadás útján melléknévi jelzők válnak főnevekké. Ezek megtartják az eredetileg őket alárendelő főnév nemét, például prava (nn.) ’egyenes’ (vonal). Idetartozik számos országnév, mivel a zemlja ’ország’ nőnemű főnévvel voltak egyeztetve melléknevekként: Mađarska ’Magyarország’, Engleska ’Anglia’ stb.
A legtöbb ige szenvedő melléknévi igenevű alakja melléknévként is használható, például az otvoren prozor ’nyitott ablak’, prodata roba ’eladott áru’, kuvano meso ’főtt hús’ szókapcsolatokban. A cselekvő melléknévi igenév ritkábban lehet melléknév, szabályszerűen akkor, amikor láthatóan megváltozott állapotot vagy tulajdonságot fejez ki: odrasla žena ’felnőtt nő’, zaspalo dete ’alvó gyerek’ (szó szerint ’elaludt gyerek’).
Határozószó lesz igen gyakran minősítő melléknevekből, beleértve olyanokat, amelyek eredetileg szenvedő melléknévi igenevek, valamint egyes -ski-re végződő melléknevekből (lásd fentebb A határozószó).
Elöljáró válik egyes határozószókból és főnevekből (lásd fentebb Az elöljárószó).

### Jövevényszavak
Mint minden nyelv, a szerb is gazdagította és továbbra is gazdagítja szókészletét több nyelvből származó jövevényszavakkal. A horváthoz képest, amely sztenderdje a szóalkotást és a tükörfordítást preferálja a szókészlet bővítésének eszközeiként, a szerb nyelv nyitottabb a jövevényszavak befogadására.
A legrégibb jövevényszavak a középkori görög nyelvből származnak, a Bizánci Birodalommal való kapcsolatoknak köszönhetően, és az ószláv nyelvből, mivel ezt használták a szerbek keresztelésének folyamatában. Az előbbi nyelvből egyes szavak az utóbbin keresztül kerültek a szerb nyelvbe. Közvetlenül a görögből vették át például a livada ’kaszáló, legelő’ és miris ’szag’ szavakat. Az ószlávból származnak a pričati ’mesél’ és vazduh ’levegő’ szavak, valamint a görög idol ’bálvány’ és iguman ’apát’.
Újlatin nyelvekből a középkorban kezdtek a szerbbe kerülni szavak, például a velencei siguran ’biztos’ (melléknév). Később vettek át francia szavakat is, pl. ruž ’rúzs’. A legtöbb viszonylag nem régi jövevény, és ezek nemzetközi szavak: literatura ’irodalom’, interesantan ’érdekes’, etimologija ’etimológia’, poezija ’vers, költészet’, telegram ’távirat’, geografija ’földrajz’ stb.
A török nyelv hatása a 14. században kezdődött, a török hódoltsággal egyidőben. Sok török szó maradt fenn, mint például baš ’éppen’, sokak ’sétány’, ćorsokak ’zsákutca’, badava ’ingyen’, jorgovan ’orgona’ (a növény), kajsija ’barack’, valamint lexikális képzők: -luk (komšiluk ’szomszédság’), -džija (kamiondžija ’kamionsofőr’), -ana (elektrana ’villanyerőmű’).
Más viszonylag régi forrásnyelvek a német (ebből például a kuhinja ’konyha’, škoda ’kár’ és šnicla ’hússzelet’ szavak származnak), az orosz [pl. a zapeta ’vessző’ (írásjel)] és a magyar. Ebből már a középkorban átvettek olyan szavakat, mint kip ’kép’ (később ’szobor’) , herceg és varoš, majd a 18. században, amikor a szerb kultúra központja Magyarországra került, a szókészlet gyarapodott például a soba, salaš ’tanya’, gazda, lopov ’tolvaj’ szavakkal.
A legújabb és jelenleg a fő jövevényszó-forrás az angol nyelv, amelyből tömegesen kerülnek szavak a szerb nyelvbe. Egyes ilyen szavak nemzetköziek, mint a prohibicija és az infrastruktura, mások nagyjából megtartották az angol hangzásukat, pl. pejsmejker ’szívritmus-szabályozó’, trening ’edzés’, mjuzikl, softver.

#### A jövevényszavak beillesztése a szerb nyelv rendszerébe
Majd minden jövevény főnév beilleszkedik a szerb ragozási osztályokba. Azok, amelyek eredeti nyelvükben -i-re, -u-ra vagy akármelyik hosszú magánhangzóra végződnek, belefoglalják ezt a szótőbe: tabu – tabua ’a tabu vmije’, bife – bifea ’a büfé vmije’. Az -i-re végződőek mögé a -j- kötőhang kerül: hobi – hobija ’a hobbi vmije’.
A törökben -i, -ü, -ı és -u végű szavak a szerbben -ija végződést kaptak, akár hím-, akár nőneműek, és a 2. ragozási osztályhoz tartoznak: zanatlija (hn.) ’mesterember’, ćuprija (nn.) ’híd’.
A -tio-ra végződő latin eredetű szavak esetében ez a végződés -cija lett, akár közvetlenül a latin, akár más nyelv a forrásuk: ambicija ’ambíció’, degradacija ’degradálás’.
Csak a nőket megnevező nem -a-ra végződő főnevek maradnak ragozatlanul, pl. Dolores, ledi.
Az idegen melléknevek is általában szerb végződéseket kapnak és ezek szerint ragozzák őket. Ezek fokozása is a szerb szabályok szerint történik (abdominalni ’hasi’, atomski ’atom-’, nostalgičan ’nosztalgikus, nostalgičniji ’nosztalgikusabb’, najnostalgičniji ’a legnosztalgikusabb’), de vannak kivételt képező változatlan alakú melléknevek is: bež haljina ’drapp ruha’, Njihova igra je fer ’Játékuk sportszerű’. A fokozkatóak elé a više ’többet’ határozószó kerül: više fer ’sportszerűbb’, najviše fer ’a legsportszerűbb’.
Az idegen igék úgy illeszkednek be a szerb igerendszerbe, hogy az -ira-, az -ova- vagy az -isa- szuffixum kerül a főnévi igenév -ti képzője elé: erodirati ’erodál’, paralizovati ’bénul, bénít’, eliminisati ’eltávolít, kizár’. Majd minden ilyen igének csak egy alakja van az igeszemlélet szempontjából, de vannak olyanok is, amelyek folyamatos–befejezett párokat alkotnak: provocirati ’provokál’ – isprovocirati ’kiprovokál’, komentirati – prokomentirati ’kommentál’. Egyes igék -a--val a -ti képző előtt befejezett szemléletűek (pl. startati ’startol’), mások folyamatosak (bildati ’bodybuildingezik, testépítést űz’). A -ti előtt -nu- szuffixumos idegen igék is vannak, melyek befejezett szemléletűek: blefnuti ’blöfföl’.

## Példaszöveg
Az Emberi Jogok Egyetemes Nyilatkozatából:
„Cвa људскa бићa рaђajу сe слoбoднa и jeднaкa у дoстojaнству и прaвимa. Oнa су oбдaрeнa рaзумoм и свeшћу, и трeбa jeдни прeмa другимa дa пoступajу у духу брaтствa.”
„Sva ljudska bića rađaju se slobodna i jednaka u dostojanstvu i pravima. Ona su obdarena razumom i svešću, i treba jedni prema drugima da postupaju u duhu bratstva.”
„Minden emberi lény szabadon születik és egyenlő méltósága és joga van. Az emberek, ésszel és lelkiismerettel bírván, egymással szemben testvéri szellemben kell hogy viseltessenek.”

### Közvetlen források
- (angolul) Brown, Wayles – Alt, Theresa. A Handbook of Bosnian, Serbian, and Croatian (Bosnyák, szerb és horvát tankönyv). SEELRC. 2004 (Hozzáférés: 2018. június 2.)
- (szerbül) Klajn, Ivan. Gramatika srpskog jezika (A szerb nyelv grammatikája). Belgrád: Zavod za udžbenike i nastavna sredstva. 2005. ISBN 86-17-13188-8 (Hozzáférés: 2018. június 2.)
- (franciául) Jolić, Borjanka – Ludwig, Roger. Le serbo-croate sans peine (Tanuljunk könnyen szerb-horvátul!). Chennevières (Franciaország): Assimil. 1972
- Kacziba Ágnes. A szerb nyelv. Lukács István (szerk.). A szláv civilizáció. Budapest: Bölcsész Konzorcium. 2006. ISBN 963 9704 59 8 (Hozzáférés: 22018. június 2.)
- (oroszul) Krecsmer A. G. – Neveklovszkij, G. Сербохорватский язык (A szerbhorvát nyelv). Moldovan, A. M. et al. (szerk.). Языки мира. Славянские языки (A világ nyelvei. A szláv nyelvek). Moszkva: Academia. 2005. 139–197. o.
- (franciául) Marinković, Radmila. La littérature serbe du Moyen Âge (A középkori szerb irodalom). A Средњевековна књижевност (Középkori irodalom). Историја српске културе (A szerb kultúra története). Belgrád. 1994. 53–66. o. fejezet fordítása (Hozzáférés: 2018. november 10.)
- (románul) Moldovan, Valentin – Radan, Milja N. Gramatika srpskog jezika (Morfologija), Gramatica limbii sârbe (A szerb nyelv grammatikája. Alaktan). Temesvár: Sedona. 1996
- (szerbül) (angolul) Vitas, Duško et al. The Serbian Language in the Digital Age[halott link] (A szerb nyelv a digitális korszakban). Springer. META-NET White Papers Series. 2012. ISBN 978-3-642-30754-6 (Hozzáférés: 2018. június 2.)

### Közvetett források
- (szerbül) (horvátul) Brozović, Dalibor – Ivić, Pavle. Jezik srpskohrvatski / hrvatskosrpski, hrvatski ili srpski. Izvadak iz II. izdanja Enciklopedije Jugoslavije (Szerbhorvát / horvátszerb, horvát vagy szerb nyelv. Kivonat Jugoszlávia enciklopédiájából). Zágráb: Jugoslavenski leksikografski zavod. 1988
- (horvátul) Filipović, Rudolf. Anglicizmi u hrvatskom ili srpskom jeziku: porijeklo – razvoj – značenje (Anglicizmusok a szerb vagy a horvát nyelvben: eredetük, fejlődésük, jelentésük). Zágráb: JAZU. Školska knjiga. 1990
- (oroszul) Ivić, Pavle. Sistema padežnyx okončanij suščestvitel'nyx v serboxorvatskom literaturnom jazyke (A főnevek esetragjainak a rendszere az irodalmi szerbhorvát nyelvben). Russkoe i slavjanskoe jazykoznanie (Orosz és szláv nyelvészet). Moszkva: Nauka. 1972. 106–121. o.
- (szerbül) Lukić, Vera. Dečji frekvencijski rečnik (A gyerekek nyelvezetében előforduló szavak gyakorisági szótára). Belgrád: Prosveta, 1983
- (németül) Matešić, Josip. Rückläufiges Wörterbuch des Serbokroatischen. Lieferung 1-4 = Osteuropastudien der Hochschulen des Landes Hessen. Reihe V. Giessener Beiträge zur Slavistik. Band 1. Wiesbaden: Otto Harrassowitz. 1965-67

### Szótárak
- Szerb–magyar (Hozzáférés: 2018. június 2.)
- Magyar–szerb (Hozzáférés: 2018. június 2.)

### Online nyelvtanulási lehetőségek
- funkySerbian (hasznos szerb szavak, kifejezések és mondatok angol fordítással) (Hozzáférés: 2018. június 2.)
- Learn to Speak Serbian (partnerkeresés interneten keresztül való nyelvtanuláshoz) (Hozzáférés: 2018. június 2.)
- Serbian Lessons (szerb nyelvleckék és gyakorlatok az angol alapján) (Hozzáférés: 2018. június 2.)
- Serbo-Croatian basic course (szerbhorvát alapfokú nyelvtanfolyam) (Hozzáférés: 2018. június 2.)
- Srpski Bre! (szerb nyelvleckék és gyakorlatok az angol alapján) (Hozzáférés: 2018. június 2.)
- Szerb szószedet (Hozzáférés: 2018. június 2.)